# St.-Nikolai-Kirche (Stralsund)
Die St.-Nikolai-Kirche, auch Nikolaikirche, im Stadtgebiet Altstadt von Stralsund ist die älteste der drei großen evangelischen Pfarrkirchen der Stadt. Sie wurde im Jahr 1276 erstmals urkundlich erwähnt. Ihr Patrozinium erhielt die Kirche am Alten Markt nach Nikolaus von Myra, dem Schutzheiligen der Seefahrer und Händler. Das Gotteshaus ist Bestandteil des UNESCO-Weltkulturerbes Altstädte von Stralsund und Wismar.

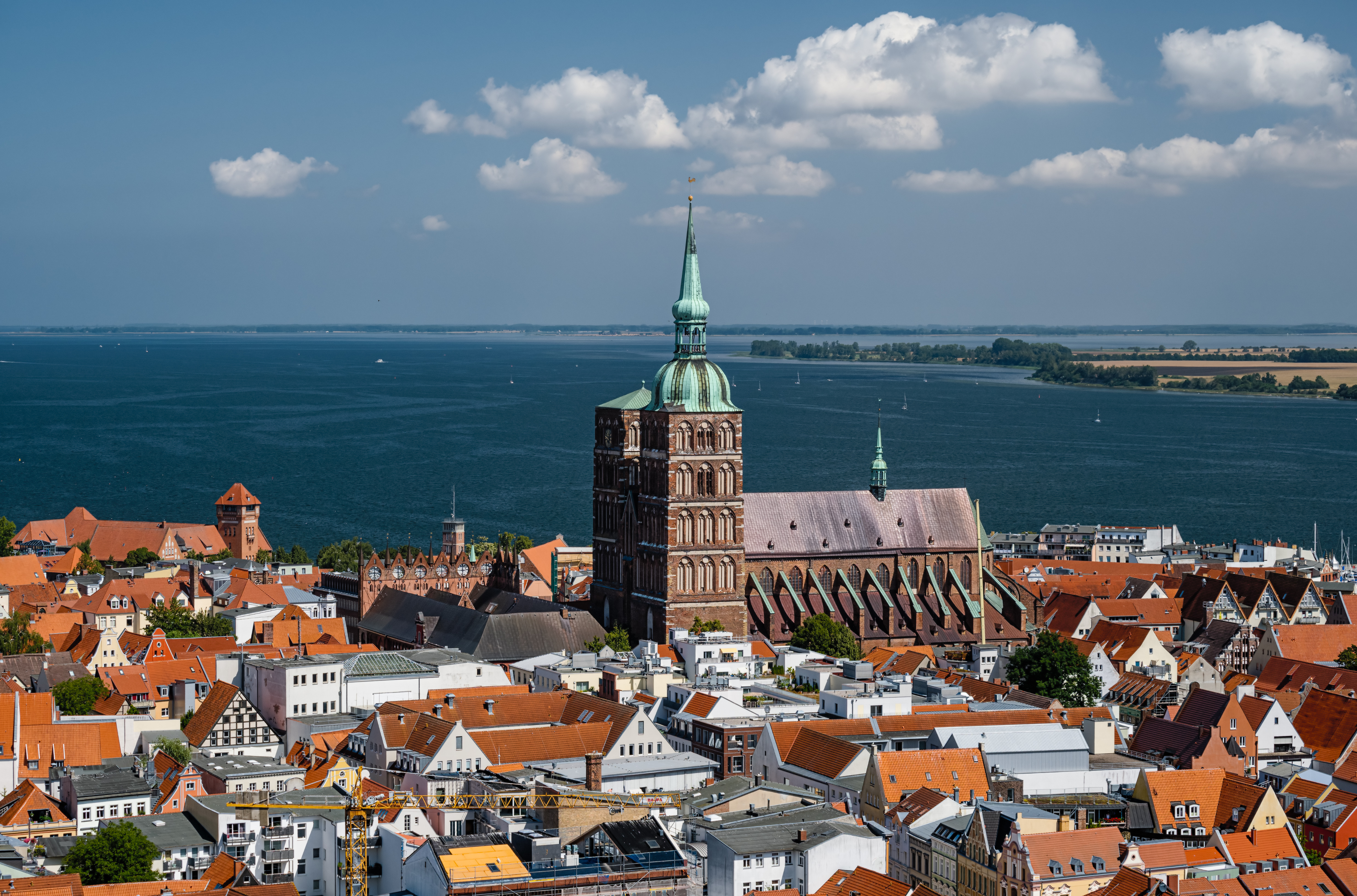
Blick über die Altstadt zur Nikolaikirche (2020)

## Äußeres

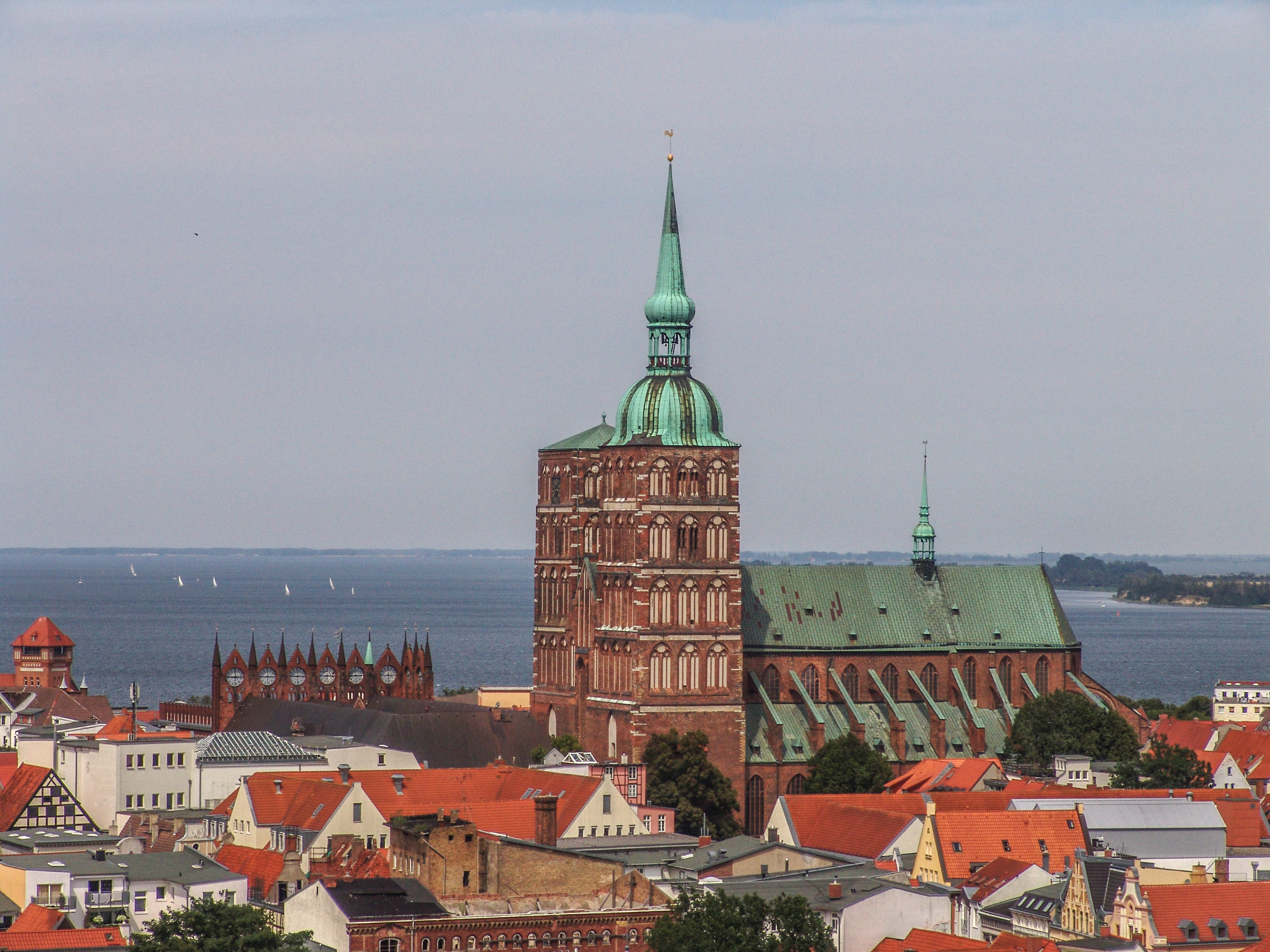
St.-Nikolai-Kirche Stralsund

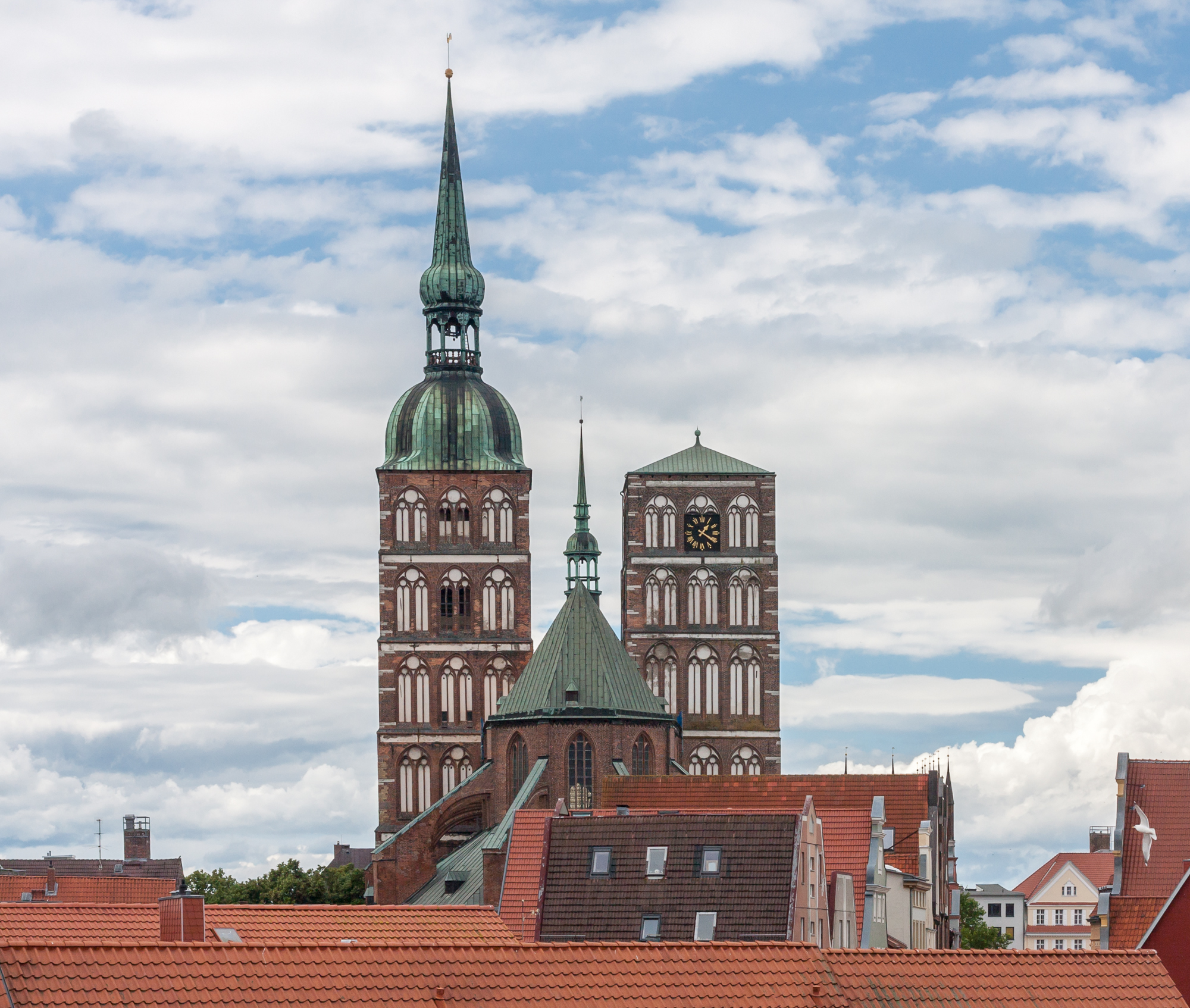
Türme und Chor der St.-Nikolai-Kirche vom Hafen aus gesehen

### Kirchengebäude
Die Kirche ist etwas niedriger als die Marienkirche am Neuen Markt. Ihre Gesamtlänge beträgt 87 Meter, die Höhe des mittleren Kirchenschiffs 29 Meter. Die beiden Seitenschiffe sind nur halb so hoch. Im gleichen Längenverhältnis stehen die Breite des mit Strebepfeilern abgestützten Mittelschiffes mit etwa 13 Metern zur Breite der Seitenschiffe.
Alle Dächer sind mit Kupferplatten gedeckt, das Hauptschiff ist mit einem Satteldach abgeschlossen. Darauf sitzt in der Mitte ein kleiner Dachreiter.
Im Jahr 2003 wurde der nördliche Zugang vom Alten Markt wiederhergestellt. Imposanter jedoch ist der westliche Haupteingang, den man vom Stralsunder Rathaus durch den Buttergang kommend betritt.

### Türme und Portale
Die beiden Türme haben einen quadratischen Grundriss: unten je 16,09 Meter und oben je 14,60 Meter Seitenlänge. Der südliche Turm misst bis zum Wetterhahn 102,60 Meter (davon sind 58,07 Meter gemauerter Backstein). Das Mauerwerk der Türme ist oben 2,14 Meter stark. Im Innern der Türme ist ein Tretrad zum Aufzug von Materialien erhalten geblieben.

### Glocken
Das Geläut der Nikolaikirche soll aus drei Bronzeglocken bestehen, die im Südturm hängen und ein Geläut mit der Disposition cis′ – d′ – e′ bilden. Eine der Glocken im Kirchturm stammt aus der Barockzeit, gegossen vom Stück-, Rot- und Glockengießer Johann Gottfried Wosaeck aus dem damaligen schwedisch-pommerschen Stralsund. In einem Internetvideo werden jedoch nur zwei Glocken erwähnt und es sind auch nur zwei zu hören.
Wohl Ende des 20. Jahrhunderts wurde eine Glocke durch einen Neuguss ersetzt, denn sie ist auf dem Erdboden vor einer Kirchenmauer abgestellt. Die Jahreszahl 1595 zeigt ihr Gussdatum; ihre Inschrift ist lateinisch.

## Ausstattung

### Übersicht

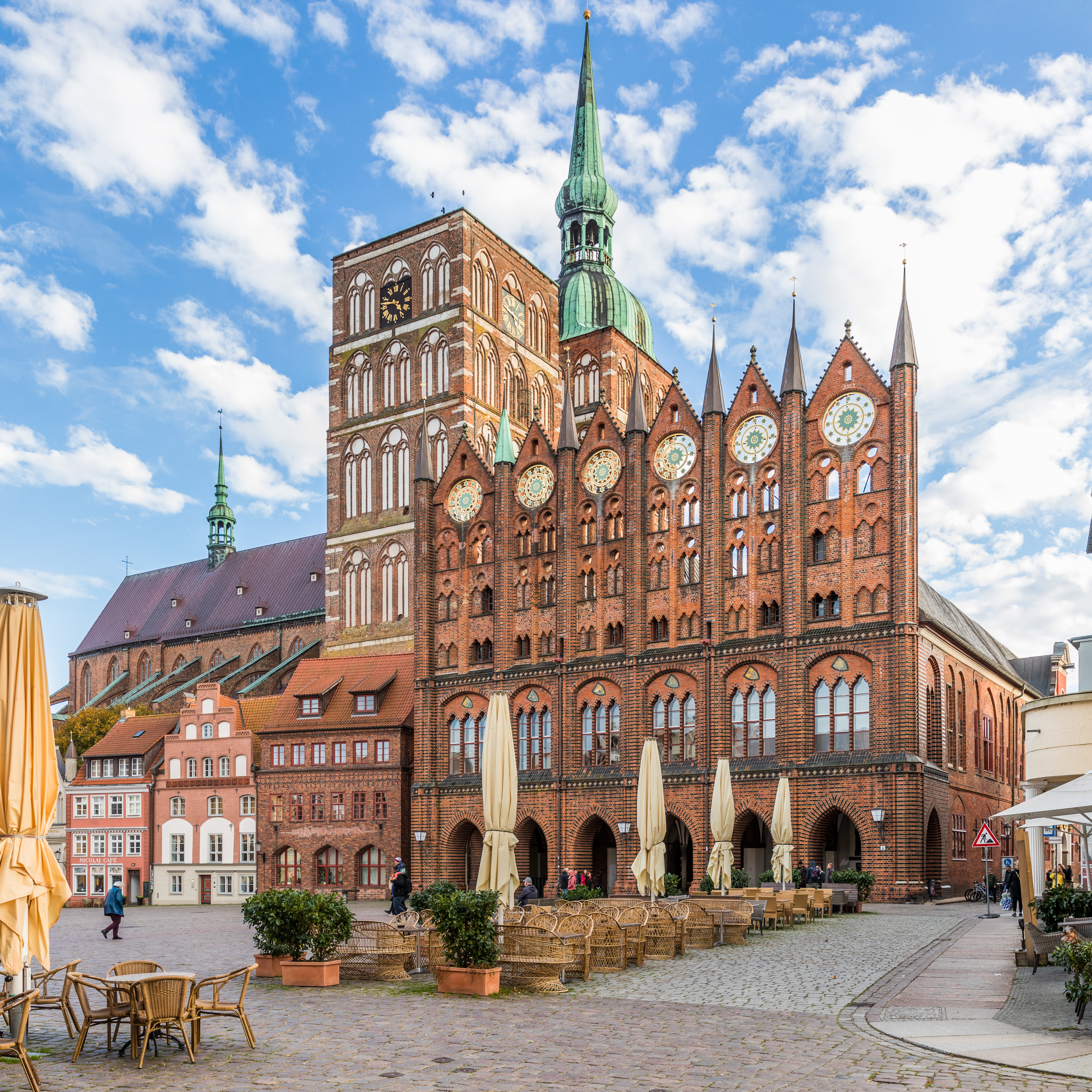
St. Nikolai und Stralsunder Rathaus am Alten Markt

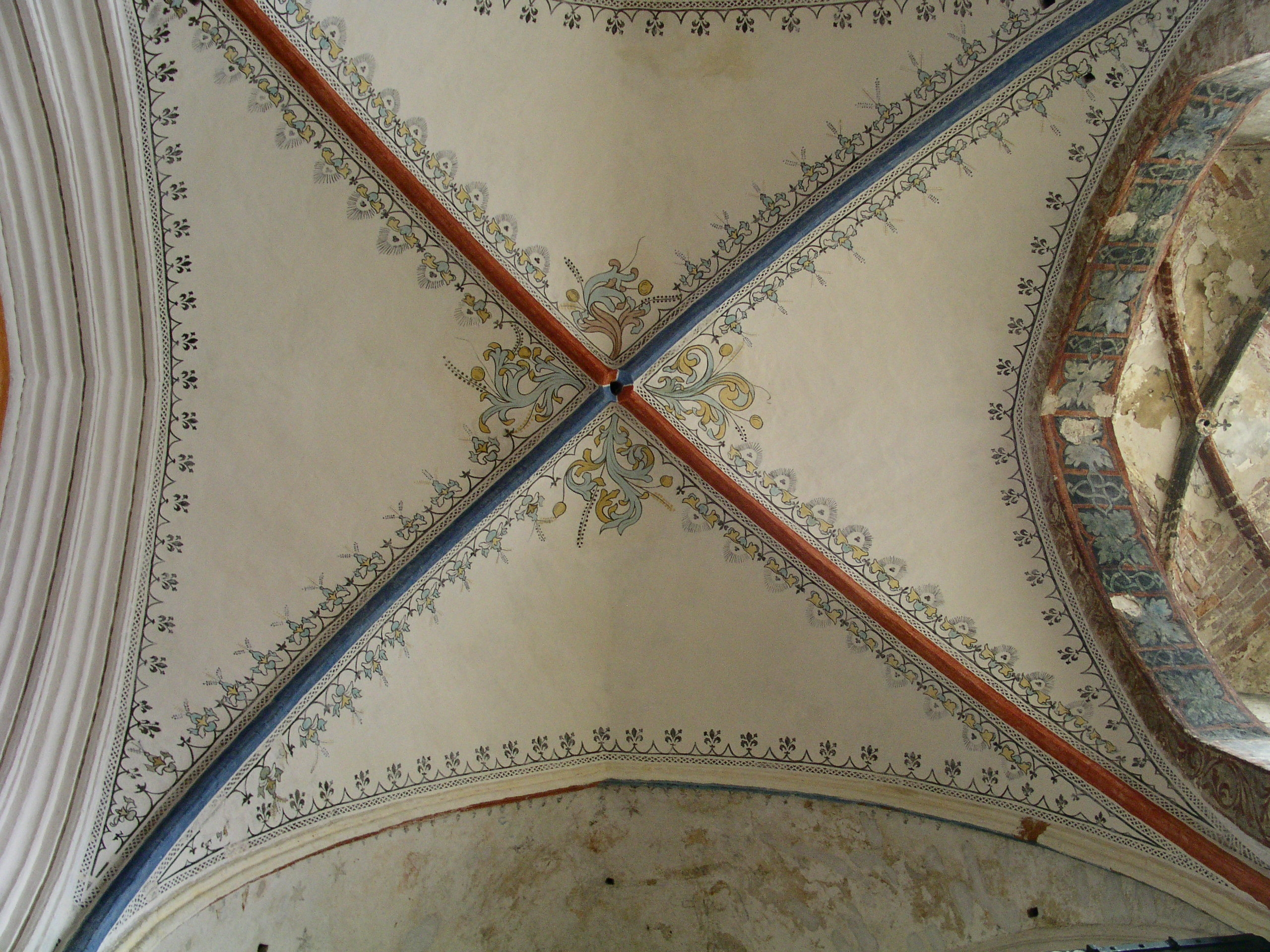
Farbig ausgemaltes Kreuzrippengewölbe

Je neun Arkadenpfeiler trennen das Mittelschiff und die beiden Seitenschiffe voneinander. Mit den beiden Eckpfeilern im Chorschluss stehen damit zwanzig Pfeiler im Kirchenraum. Die westlichen Pfeiler gehören zum eigentlichen Kirchenschiff, die östlichen tragen den Hohen Chor. Die Pfeiler im Schiff sind achteckig ausgeführt, die Pfeiler des Chores rautenförmig.
Gut erhalten bzw. aufwändig restauriert sind Zeichnungen und Malereien an den Wänden und Stützpfeilern der Kirche.
Viele Bilder, Altäre und andere Kunstwerke der Kirche wurden am 10. April 1525 beim Stralsunder Kirchenbrechen zerstört. In den Folgetagen wurden viele Güter wiederbeschafft, die von Plünderern weggebracht worden waren. Diese allerdings wurden auf Hinwirken des Rates der Stadt, darunter Bürgermeister Franz Wessel, im Hof des Katharinenklosters vergraben, „damit nicht mehr Abgötterei und Missbrauch damit getrieben werde“, wie es Wessel formulierte. Später wurden viele gotische Bauteile durch barocke ersetzt, die farbliche Gestaltung wich bis 1702 der Farbe Weiß. Von 1891 bis 1909 dauerte die Wiedererneuerung der Kirche mit der Wiederherstellung der Farbgestaltungen.

### Chöre

#### Hochchor
Der Hochchor von St. Nikolai besteht aus Sanktuarium, dem Ort des Hochaltars, und Vorchor. Die Choranlage ist dreischiffig ausgeführt und mit einem Kreuzrippengewölbe überwölbt. Im Hochchor sind der Hochaltar, Chorschranken und die astronomische Uhr untergebracht.
Auch nach der Reformation wurde in der nun evangelischen Kirche die Trennung von Hochchor und Mittelschiff durch die Chorschranken beibehalten. Im Hochchor wurden allerdings die barocken Beichtstühle und nach Westen ausgerichtetes Gemeindegestühl aufgestellt. Die Chorschranken waren noch 1708 erneuert worden; Mitte des 19. Jahrhunderts und nochmals nach Ende des Zweiten Weltkriegs gab es Bestrebungen, die als störend empfundenen Chorschranken zu beseitigen. Die Beichtstühle wurden nach Einbau der Buchholz-Orgel 1840/41 entfernt. In den 1980er Jahren wurde das Gemeindegestühl durch eine freie, wieder auf den Hochaltar ausgerichtete Bestuhlung ersetzt.

#### Kleiner Orgelchor
Über dem Hochaltar befindet sich der kleine Orgelchor. Er ist in spätgotischem Stil ausgeführt. Darauf sind neben Heiligenbildern vier Wappen abgebildet: Der Barther Greif, der Stralsunder Pfeil, der Tribseeser Turm sowie ein dem 1505 verstorbenen Erzdiakon Gerwin Ronnegarwe zugeschriebenes Wappen mit goldener Garbe auf rotem Feld. Auf dem kleinen Orgelchor stand eine Orgel, die nicht mehr existiert.

#### Bläserchor
Der Bläserchor aus dem Jahr 1505 im Mittelschiff, auch spätgotisch gehalten, ähnelt dem kleinen Orgelchor. Bilder von Jesus und den zwölf Aposteln sind an seinen Seiten angebracht. Eine Inschrift besagt, dass der Chor von „irhan schulte van valckenberch“ geschaffen wurde.

### Goldener Wappenfries
Das obere Mittelschiff trägt einen goldenen Fries mit 50 Wappen von Ratsherren der Stadt; dieser Fries stammt aus dem 16. und 17. Jahrhundert.
Träger der Wappen waren einige Bürgermeister der Stadt, wie Bartholomäus Sastrow, aber auch einfache Ratsherren wie Arnd Schwarte, Christian Ehrenfried Charisius, Matthias und Heinrich Hagemeister und andere.
Eine ausführliche Darstellung aller Wappeninhaber veröffentlichte Hagemeister in der 1909 erschienene Festschrift Die Nikolaikirche. Ein Gedenkblatt zu ihrer Einweihung.

### Altäre und Gestühl

#### Hochaltar
Der hölzerne Hochaltar der Nikolaikirche ist etwa zwölf Meter hoch. Der Flügelaltar birgt über 100 geschnitzte Figuren. Zwei bewegliche Seitenschreine flankieren den festen Mittelschrein, der auf der Predella steht. Eine überaus reiche Gestaltung schließt den Altar nach oben ab.

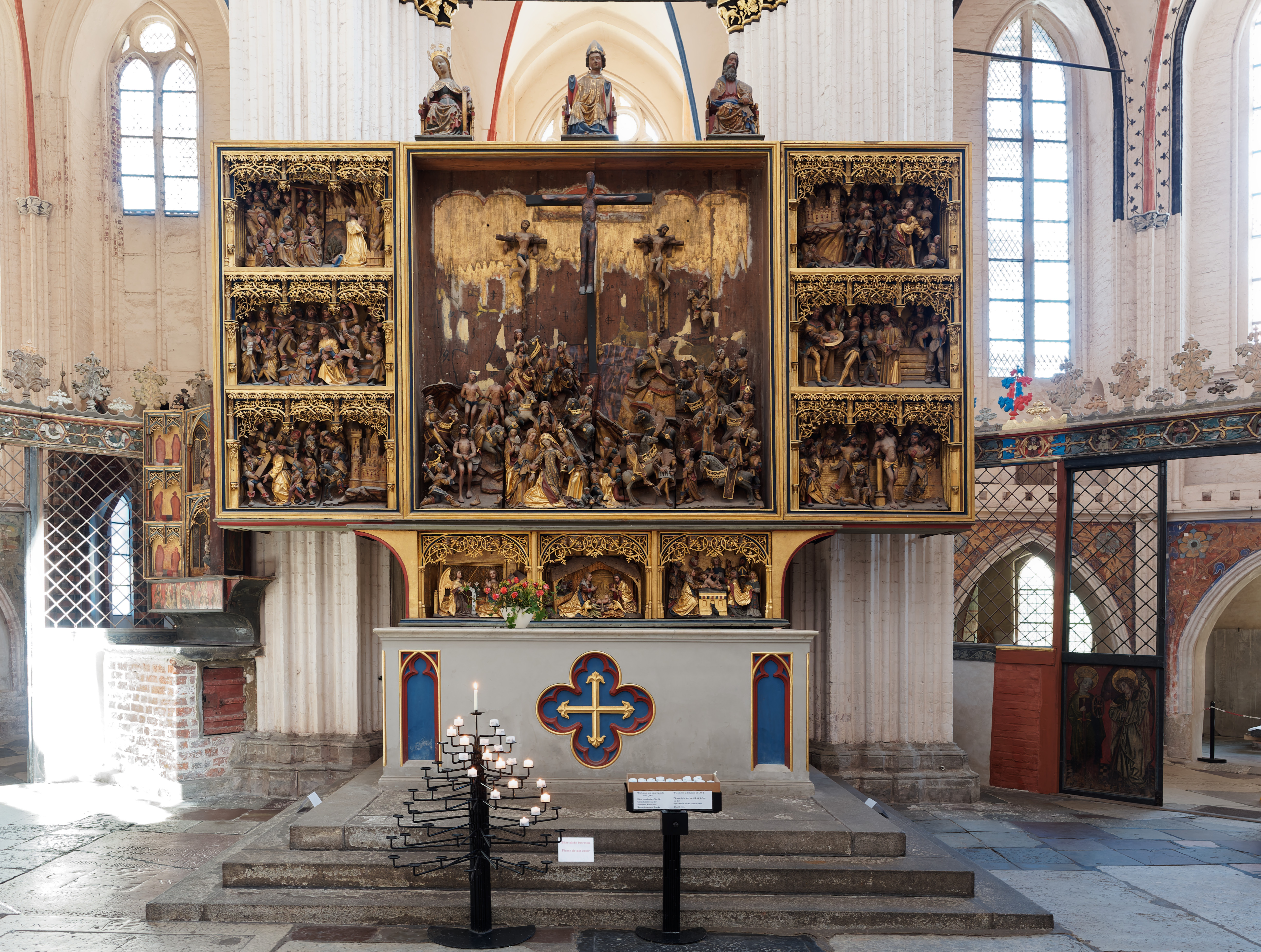
Hochaltar

Die ersten Arbeiten am Hochaltar stammen von einem unbekannten Künstler vom Anfang des 14. Jahrhunderts. Er schnitzte die drei Figuren oben auf dem Mittelschrein: Der heilige Nikolaus steht zwischen der heiligen Katharina (links) und einem nicht näher zu bestimmenden Heiligen (rechts). Alle drei Skulpturen sind stark beschädigt, und die üblichen Attribute fehlen. Die Figuren waren wahrscheinlich zunächst für einen anderen Zweck bestimmt und wurden erst später auf den Altar gesetzt. Neben ihrem Künstler waren vermutlich drei weitere am Altar beteiligt; die technische Ausführung der Schnitzereien legt verschiedene Künstler jeweils für die Predella, Jesus am Kreuz und die Schreinfiguren nahe.
Bei einer Restaurierung im Jahr 1856 durch die Werkstatt Holbern aus Berlin wurde das zweite bemalte, äußere Flügelpaar abgenommen und hinterm Altar verwahrt, die Innenflügel wurden unbeweglich gemacht und dafür ein grüner Zugvorhang angebracht, der den Hauptschrein schützen sollte. Ein Fries wurde zwischen Aufsatz und Hauptwerk eingezogen und der Rahmen vergoldet, der alte Altartisch wurde zudem verputzt und mit einer Marmorplatte statt der alten Kalkdecke versehen.
Der aus vier Holzplatten herausgearbeitete Mittelschrein zeigt die Kreuzigung Jesu, neben Jesus die Schächer am Kreuz. Ein Engel führt die Seele des guten Schächers in den Himmel, ein Teufel die des bösen in die Hölle. Am unteren Bildrand links ist Maria, die Mutter Jesu, dargestellt. Sie ist in ihrem Leid zusammengesunken, zu ihrer Rechten wird sie von dem Apostel Johannes gestützt und zur Linken von einer Frau, wahrscheinlich einer der Jüngerinnen, die am Ostermorgen zum Grab gehen. Hinter beziehungsweise über Maria ist Maria Magdalena zu sehen, voller Gram. Unterm Kreuz steht die Frau des Pontius Pilatus, die beim links oben stehenden Hauptmann Fürbitte einlegt. Pontius Pilatus selbst ist hinter ihr auf einem Pferd dargestellt. Ganz in seiner Nähe stehen die drei Weisen aus dem Morgenlande. Aus dem Tor zur Linken bewegt sich ein Zug von Kriegern nach Golgota, in der rechten Ecke beratschlagt der Hohe Rat. Ein Kastell stellt Jerusalem dar.
Die beiden Seitenschreine enthalten sechs Darstellungen: Jesus am Ölberg, die Dornenkrönung und die Kreuztragung links sowie den Kuss des Judas, das Verhör bei Pilatus und die Geißelung rechts.
Auf der Predella sind die Verkündigung des Engels an Marie, die Geburt Jesu und seine Beschneidung dargestellt.

#### Barocker Hauptaltar
Der barocke Hauptaltar, liturgisches Zentrum im Mittelschiff, wurde in den Jahren 1706 bis 1708 in der Werkstatt von Thomas Phalert in Stralsund geschaffen.

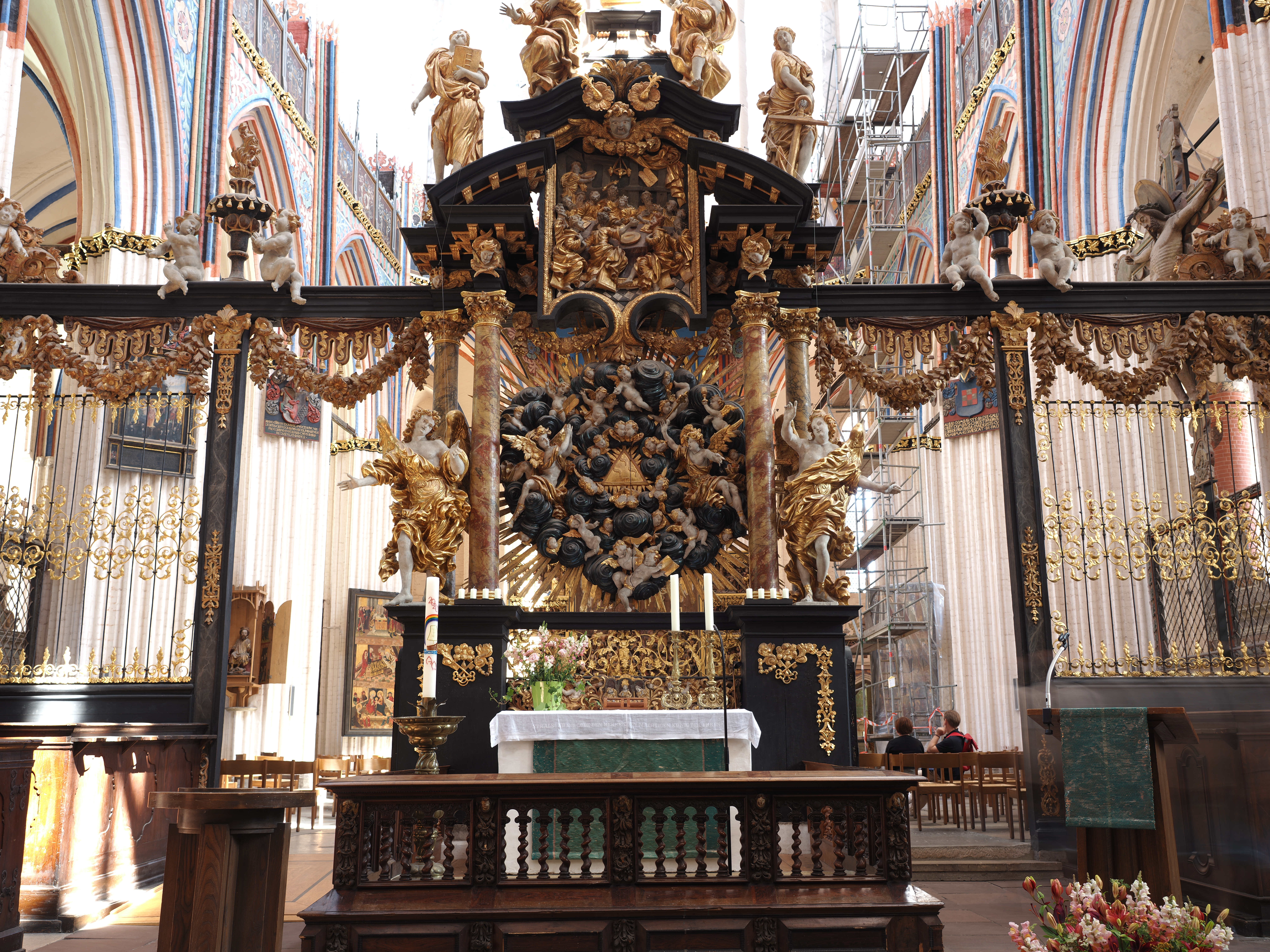
Barocker Hauptaltar (Vorderseite)

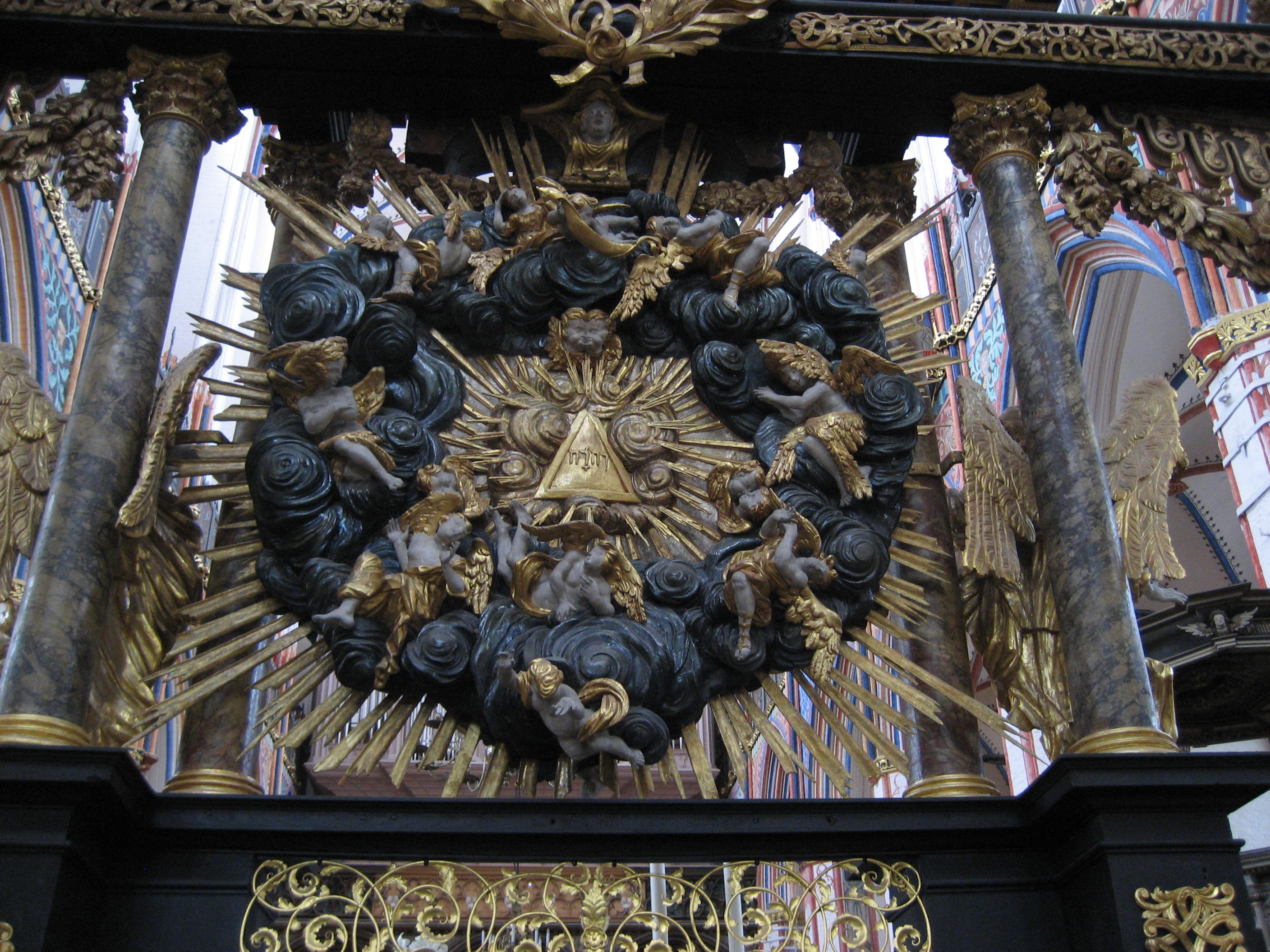
Barocker Hauptaltar (Rückseite)

Er ersetzte das zuvor an diesem Platz stehende Antwerpener Retabel, das sich heute in der Dorfkirche Waase auf Rügen befindet. Offenbar bestand ein großes Bedürfnis, angesichts der Anfang des 18. Jahrhunderts immer noch stark vorreformatorisch geprägten Ausstattung ein den aktuellen protestantischen Vorstellungen entsprechendes Zentrum zu schaffen. Den Provisoren war es zudem wichtig, mit diesem Altar ein die Ratskirche prägendes pommersches Alleinstellungsmerkmal zu erhalten.
Weil die Auftraggeber Zweifel an der diesem hohen Anspruch genügenden Kompetenz Phalerts hegten, wurde der preußische Hofbildhauer Andreas Schlüter in Berlin zu Rate gezogen. Schlüter lieferte einen Riss als Orientierungsgrundlage, der zahlreiche (nicht erhaltene) frühere Entwürfe korrigierte. Es ist auch anzunehmen, dass Gesellen Schlüters zur Unterstützung Phalerts nach Stralsund geschickt wurden, zu denen mutmaßlich auch der später in Pommern so bedeutende Elias Keßler gehört haben mag.
Der eigentliche Altaraufsatz ist integriert in eine überaus groß dimensionierte Gesamtkonzeption. Bekrönt wird sie mit einem Triumphkreuz und den darunter befindlichen Gnadenzeichen Glaube und Hoffnung. Seitlich eingefasst wird der Aufsatz durch eine Gitterkonstruktion, die den Chorbereich vom Langhaus trennt. Auffälligstes Merkmal ist die große Gloriaszene, die unterhalb der gewöhnlich die Predella bildenden Abendmahlsszene angeordnet ist und mit der Position auf Augenhöhe das eigentliche Betrachtungszentrum bildet. In ihr ist ein komplexes zahlensymbolisches Bildprogramm enthalten, das mit 32 Engeln in einer großen blaugrün gefassten Wolkengloriole und den göttlichen Gnadenzeichen den Betrachter in die christliche Heilsgeschichte von der Schöpfung bis zur Offenbarung einbezieht. Im Zentrum befindet sich das trinitarische Dreieck mit hebräischen Buchstaben (drei Jodim sowie das darunter befindliche Vokalzeichen Quamäz); mit dieser Darstellung wird das göttliche Schöpfungswort verkörpert, womit die Darstellung insgesamt in ihrer Funktion als göttliche Anrede verstanden werden soll.
In der liturgischen Praxis diente diese Darstellung vor allem dem Abendmahl, das damals mit einem Umgang zelebriert wurde: Man bekam links die Hostie, wanderte um den Altar und erhielt dann rechts den Wein. Aus diesem Grund entstand später das Bedürfnis zur Gestaltung auch der Altarrückseite, die 1733 durch Michael Müller (Stralsund) geschaffen wurde. Diese Darstellung enthält ebenfalls eine Wolkengloriole, die allerdings den himmlischen Bereich kennzeichnet.
Die zehn um das trinitarische Dreieck mit dem Gottesnamen JHWH als Cherubim und Seraphim gruppierten plastischen Engelsfiguren spielen auf die zehn Emanationen Gottes (Sephiroth) an.
Der Kommunikant soll an dieser Stelle im Sinne der Glaubensgewissheit bestärkt und gleichzeitig auf den Empfang des Kelches vorbereitet werden, worauf sich auch die über der Gloriole befindliche Ölbergszene bezieht. Diese ist während der Auslagerung im Zweiten Weltkrieg verloren gegangen und wird heute durch ein modernes Relief von Doris Waschk-Balz vertreten.
Es wird vermutet, dass das komplexe Programm dieses Altars, das in seiner Art einzigartig ist und nach der Fertigstellung eine starke Stilprägung und Nachahmungswirkung in Vorpommern und auch in der Trinitatiskirche in Warlitz (Mecklenburg) erfuhr, im Zusammenhang des Pietismusstreites in Greifswald Anfang des 18. Jahrhunderts zu sehen ist. Die Pietisten dieser Gemeinde konnten angesichts ihrer bedrohten Lage mit der in ihren Kreisen verbreiteten Symbolsprache im Sinne der christlichen Kabbala in der Nachfolge von Jacob Böhme und Abraham von Franckenberg eine Identitätsgrundlage schaffen, die ungeachtet der allgemeinen Anerkennung dieses Kunstwerkes zur Stärkung ihrer innerkirchlich angegriffenen Glaubenshaltung beitrug.

#### Weitere Altäre und Gestühl

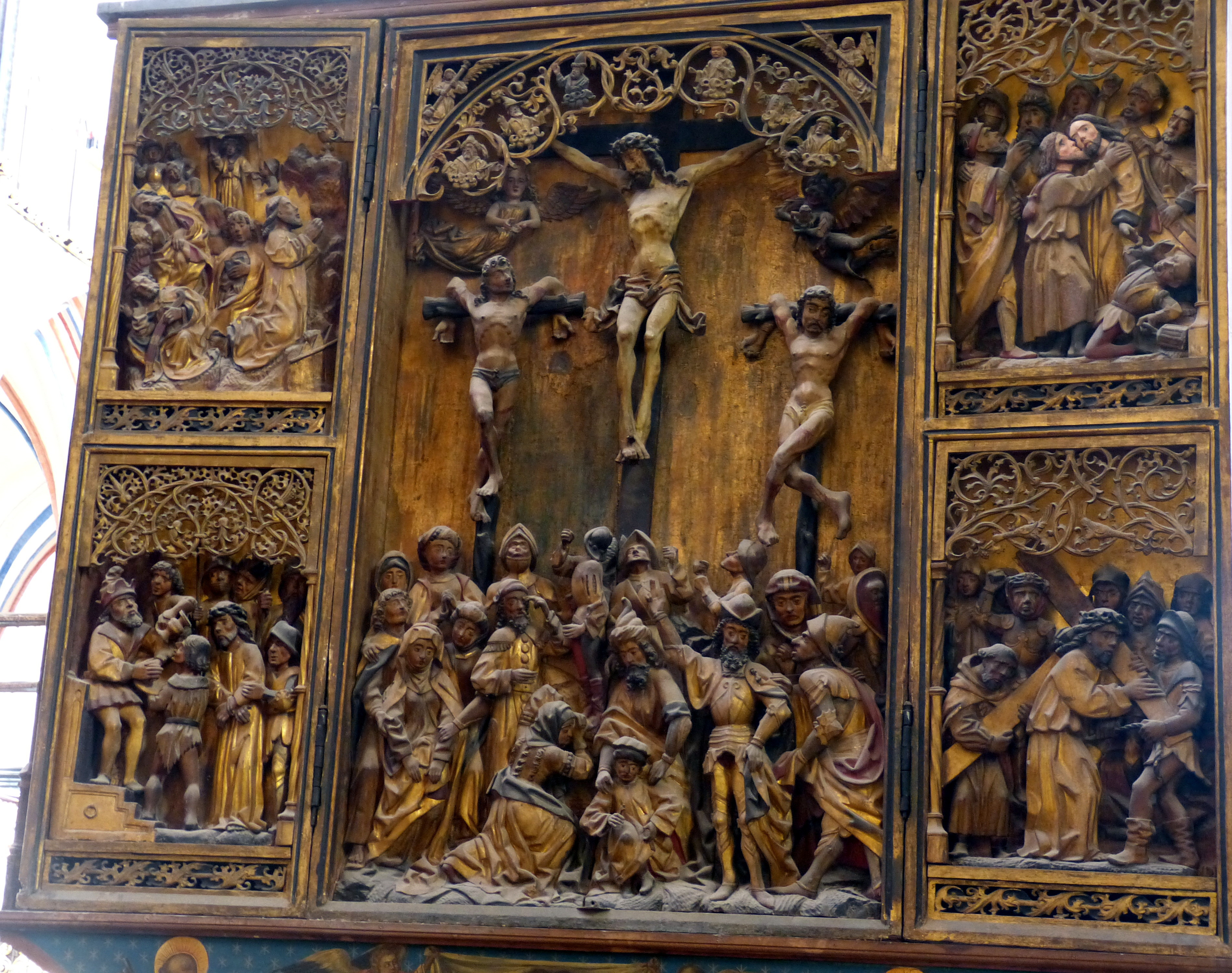
Bergenfahreraltar

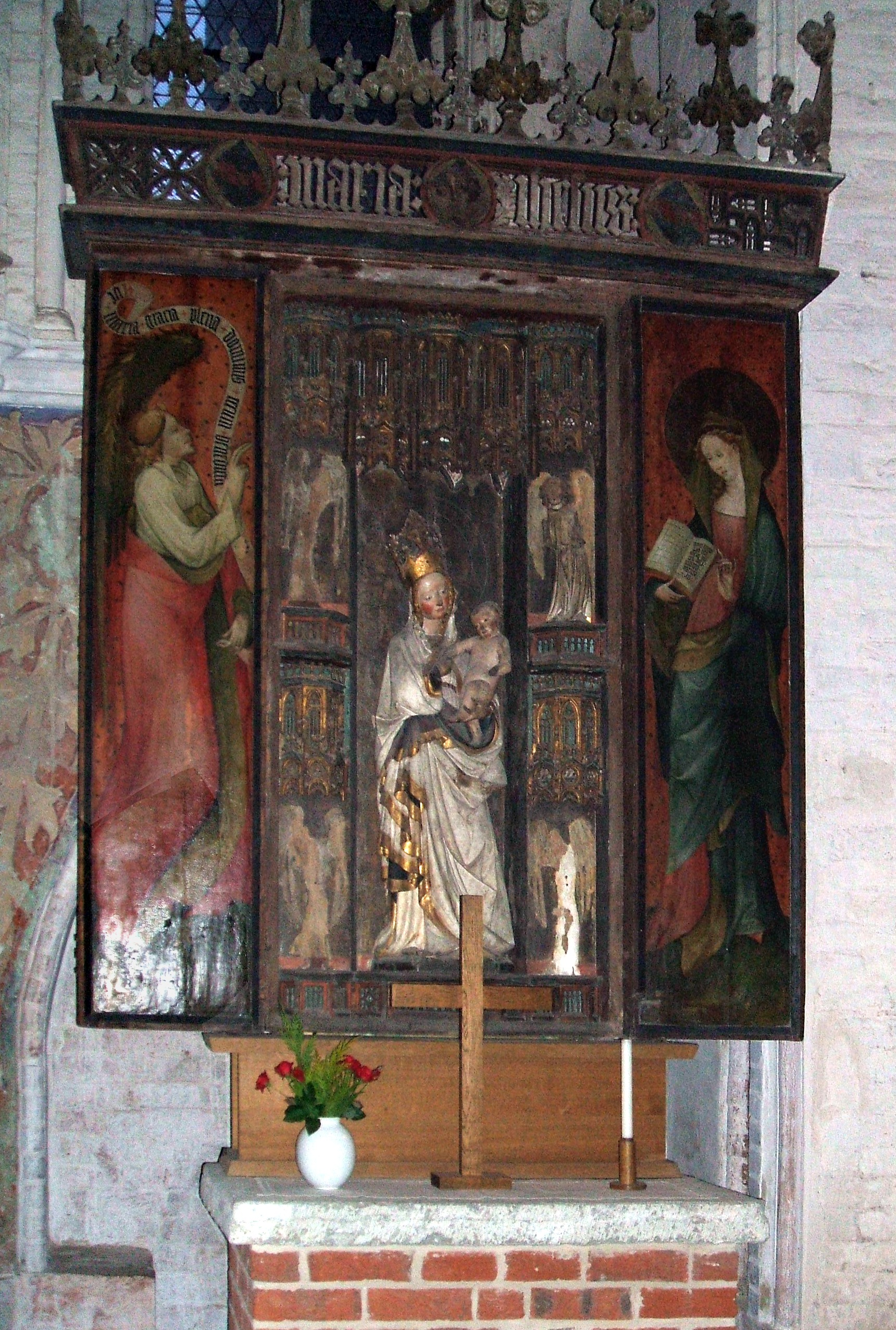
Junge-Altar

Vor der Reformation hatte die Nikolaikirche neben dem Hochaltar 56 weitere Altäre. Sie waren Stiftungen der Ämter (Gewerke), aber auch einzelner Familien, und standen in der ganzen Kirche verteilt, oft an Pfeilern. Mit der Stiftung war die Verpflichtung verbunden, dass dort regelmäßig die heilige Messe in der Intention der Stifter gefeiert wurde, zum Teil von eigens dafür angestellten Messpriestern (Altaristen). Eine Stralsunder Chronik erwähnt Altäre der Gewandschneider, Knochenhauer, Pelzer, Schützen, Kohlenmesser, Gerber, Fuhrleute, Bäcker, Grützmacher, Zimmerleute, Böttcher, Schmiede, Maurer, Maler, Glaser sowie 25 Familienaltäre. Viele gingen beim Stralsunder Kirchenbrechen 1525 verloren.
Als katholische Prozessionskirche hatte die Nikolaikirche keine Bänke für die Allgemeinheit. Nur reiche Familien sowie die Ämter besaßen eigene Bänke, das Gestühl. Das heute erhaltene Gestühl stammt aus der Zeit der Renaissance. Nach der Einführung der Reformation wurde die Kirche mit Bänken für alle Gottesdienstbesucher ausgestattet.
Nur wenige Altäre und altes Gestühl sind erhalten. Das Rigafahrergestühl (auch Russland- oder Nowgorodfahrergestühl), der Altar der Bergenfahrer und das Ahussische Gestühl belegen die Handelsbeziehungen der Stralsunder Kaufleute zu Zeiten der Hanse und bieten angesichts sehr unvollständiger historischer Aufzeichnungen eine gute Darstellung des Handels. Auch die Altäre der Riemer und Beutler, Bürgermeister, Barbiere sowie der Schneider und der Familienaltar der Familie Junge sind erhalten und zu besichtigen.
Vom Altar der Barbiere sind nur die Bilder der Außenseite noch lesbar; das Schnitzwerk ist, wie bei vielen weiteren Retabelschreinen, stark beschädigt und die Figuren in den acht Abteilungen fehlen.
Der Bergenfahreraltar am dritten südlichen Arkadenpfeiler gehörte wahrscheinlich nicht den Bergenfahrern, also den Kaufleuten, die im norwegischen Bergen Handel trieben und dort an der Deutschen Brücke auch Grundbesitz hatten. 
Der Mittelschrein des Altars zeigt die Leidensgeschichte Jesu. Das Mauerwerk des Altartisches wurde verputzt, die Kalksteinplatte blank geschliffen. Die auf Kreidegrund angebrachten Farben wurden durch einen Ölanstrich ersetzt. Die Rückseite zeigt Szenen aus dem Leben Marias, der auserwählten Schutzheiligen der Bergenfahrer. Aufgrund dieser Darstellung wurde der Altar bei Bestandsaufnahmen im 19. Jahrhundert den Bergenfahrern zugeschrieben. Das eigentliche Amtszeichen der Bergenfahrer, ein gekrönter Stockfisch, ist am Altar nicht zu sehen.

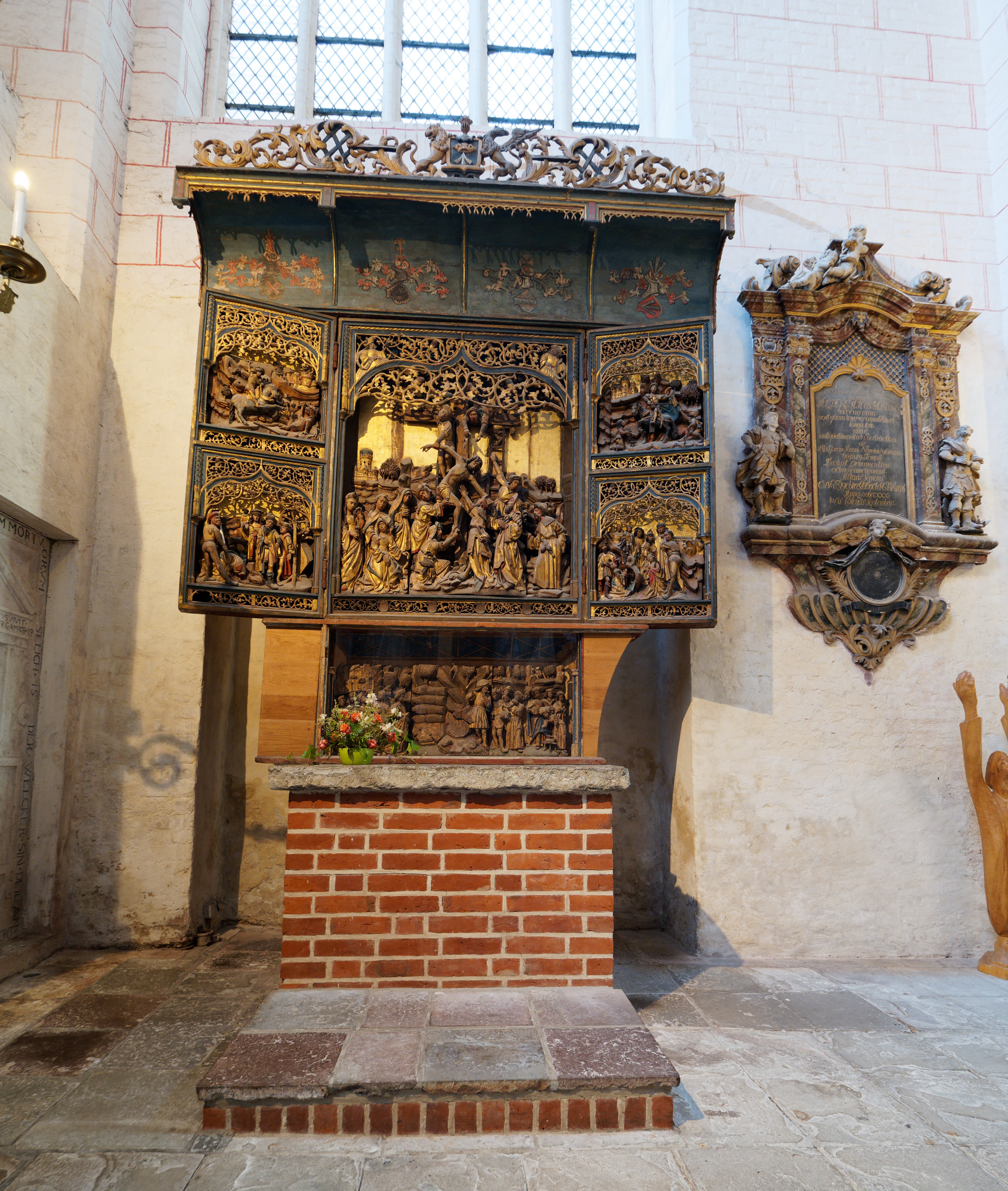
Bürgermeisteraltar

Um 1500 entstand der Bürgermeisteraltar, an dem neben dem im 18. Jahrhundert angefügten Wappen Stralsunds auch die Wappen der von 1500 bis 1516 amtierenden Bürgermeister Zabel Oseborn und Henning Mörder angebracht sind. In der Mitte ist die der Abnahme Jesu vom Kreuz dargestellt, auf den Seiten sind es der heilige Georg und Katharina (links) sowie der heilige Martin und eine zweite Blutzeugin (rechts). Die Gestaltung verrät den holländischen Einfluss.
Das Gestühl der Goldschmiede steht im südlichen Seitenschiff. Auf der Vorderseite trägt es die Figur des Schutzheiligen Eligius.
Der Junge-Altar des nach ihm benannten unbekannten Meisters dieses Altars ist nur teilweise erhalten. Er zeigt eine Madonna mit dem Jesuskind. Im Inneren der Altarflügel standen auf jeder Seite vier Heilige, in der Mitte Maria, bewacht von vier Engeln. Der Altar war einst in Gold und Weiß gehalten: Vor goldenem Hintergrund stand die in einen weißen Mantel gekleidete Heilige mit goldener Krone. Das Mantelfutter war blau und rot. Die Baldachine des Schreins waren bunt. 
An der Balustrade sind die Inschriften „Maria“ und „ihesus“ eingeschnitzt und die drei Wappenschilde der Familie Junge befestigt. Die Familie Junge kam Anfang des 15. Jahrhunderts aus Lübeck nach Stralsund. Möglicherweise stammt auch der Altar aus einer Lübecker Werkstatt, wie Max Paul in seinem Werk Sundische und Lübische Kunst (Greifswald 1914) aufgrund des Zusammenhangs mit einer Lübecker Madonna vermutet. Paul datiert die Entstehung des Werks kurz nach 1456. Interessant ist auch der sichtbare Zusammenhang mit der Madonna in Thorn.
Das Gestühl der Krämercompagnie im Mittelschiff zeigt einen keulenschwingenden Mann und die Worte:
„Dat ken Kramer ist, de blief da buten,
Oder ick schla em up de schnuten.“
Das Ratsgestühl der Ratsherren im südlichen Seitenschiff durften zunächst nur die vier Bürgermeister nutzen. Es wurde aber auf Beschluss des Rates ab 1592 erweitert und das Gestühl der Ratsherren, das sich bis dahin vor dem Orgelchor am südlichen Turm befand, dorthin versetzt. Laut eingeschnitzter Jahreszahl war das reich verzierte Ratsgestühl erst 1652 fertig. Es trägt das Wappen Stralsunds sowie die Wappen der damaligen Bürgermeister Christoph Krauthof, Elver, Matzer und von Braun.
Der Altar der Riemer und Beutler, zweier Ämter, die eng miteinander verknüpft waren, aus dem Jahr 1451 zeigt auf den Flügelrückseiten Malereien zur Bergpredigt, zur Verklärung, zur Heilung des Aussätzigen und zur Heilung des blutflüssigen Weibes  und bietet dazu mittelniederdeutsche Titel. Die Innenseiten der Flügel zeigen acht Heiligenfiguren mit einem Spruchband in der Hand, die mit der freien Hand auf den cruci fixus im Mittelschrein weisen. Ein nicht mehr erhaltenes Fresko über dem Altar zeigte den heiligen Christophorus.
Das Rigafahrergestühl ist als 0,78 Meter hohes, vier Meter langes Rudiment erhalten.
Der Altar der Schneider wurde 1406 gestiftet. Er stand einst nördlich des Hochaltars. Möglicherweise gehörte er zunächst den Barbieren, wie eine Platte, in die Messer und Scheren geprägt waren und die zunächst vor dem Altar lag, vermuten lässt. Der Altar trug im Zierwerk Scheren, die heute nicht mehr erhalten sind. Im Inneren ist der Schrein leer und die Rückwand fehlt. Nur auf den Außenseiten der Flügel sind Bilder erhalten.

### Taufen
Das barocke Taufbecken aus dem Jahr 1732 stammt aus einer Stiftung des Ratsherren Nikolaus Pansow. Als er 1710 starb, verweigerten seine Erben die weitere Finanzierung des im Geheimen in Auftrag gegebenen Werkes zunächst, wurden aber durch gerichtlichen Beschluss zur Zahlung von 3000 Talern gezwungen. Die Taufe stand bis 1838 vor der Buchholz-Orgel im Mittelschiff und steht seitdem auf einem Platz nördlich des westlichen Seitenschiffjochs. Johannes der Täufer steht auf einem Oberbau, der von vier großen Figuren getragen wird, die den Glauben, die Geduld, die Hoffnung und die Liebe versinnbildlichen, zwischen ihnen sind die vier Evangelisten dargestellt. Ein schmiedeeisernes, teils vergoldetes Gitter umgibt den unteren Teil. Der achteckige Tauftisch ist ganz mit Engelsköpfen und Ranken verziert. Das Wappen des Stifters sowie je ein Bildnis von ihm und von seiner Frau sind ebenfalls zu sehen.
Schräg rechts vor dem Hochaltar steht ein aus dem Jahr 1260 stammendes steinernes Taufbecken. Ursprünglich stand es wahrscheinlich in der Turmhalle im Norden und wurde erst im 19. Jahrhundert an die zentrale Stelle gebracht. Auf seiner Wandung sind das achtstrahlige Sonnenrad und der von zwei Löwen flankierte Baum des Lebens jeweils im Wechsel dargestellt.

### Kruzifixe
Vier Kruzifixe birgt die Nikolaikirche. Im Chor hängt ein zwischen 1350 und 1400 von einem Stralsunder Bildhauer geschaffenes ehemaliges Triumphkreuz. Es ist 4,90 Meter hoch, aus Eichenholz und zeigt eine 1934 freigelegte Farbfassung von 1664. Das Kreuz und der Nimbus sind original. Von 1951 bis 2006 stand es über dem Hochaltar. Seit der 2007 beendigten Restaurierung hat das Kruzifix seinen Platz im südlichen Gewölbebogen gegenüber der Schuke-Orgel. Vom selben Meister stammt ein Heiliger Leichnam an der nördlichen Chorwand. Die Skulptur wurde laut Inschrift 1671 erneuert, nachdem 1670 zweimal der Blitz in die Kirche eingeschlagen hatte. In einer Unterschrift zu Füßen der Christusfigur steht dazu:
„Als Gott in dieses Haus mit seiner Donner-Ruthen
Schlug zweimal binnen Jahres, hat Jesu Schmerz und Bluthen
Groß Unheil hier gewand. Kein Sünder geh vorbei
Der nicht erseufz, Ihn lieb, und künftig frommer sei.“
Zwei Kruzifixe aus dem 15. Jahrhundert befinden sich in der Superintendentenkapelle und am zweiten nördlichen Arkadenpfeiler.

### Anna selbdritt

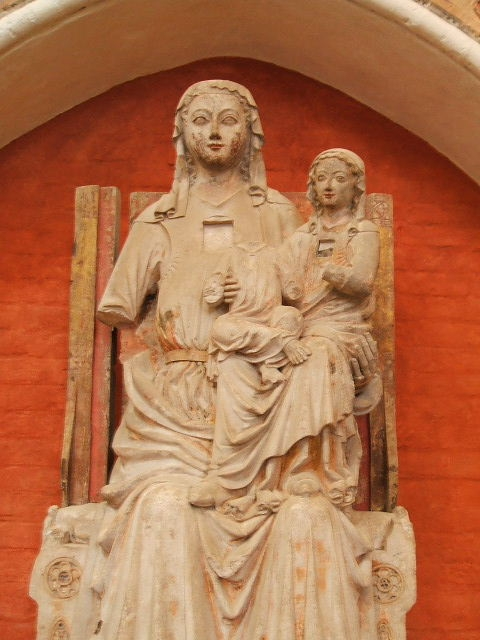
Figur der Anna selbdritt

Die 1,07 Meter breite und einschließlich Sockel 2,24 Meter hohe Stuckfigur der Anna selbdritt ist das zweitälteste plastische Kunstwerk Stralsunds. 1307 wird es erstmals urkundlich (im Stadtbuch) erwähnt. Die Figur stand bis 1938 in der Annenkapelle; das ist die nordwestliche Vorhalle, durch die man die Kirche vom Alten Markt kommend betritt.
Ursprünglich waren in die Brust Reliquien eingelassen, die in goldenen Kästchen mit einem Deckel aus Kristall aufbewahrt wurden. Sie gingen wohl beim Kirchenbrechen 1525 verloren.
Anna thront auf ihrem Sitz mit hoher Rückenlehne. Die Seitenlehnen des Throns werden von knienden Engeln gestützt. Maria sitzt in Annas linkem Arm. Auf ihrem rechten Knie sitzt das Kind. Anna und das Kind sind frontal dargestellt, Maria in Dreiviertelansicht. Die Gewänder Annas und Marias bestehen aus einem Kleid, einem Überkleid (Surcot) und einem Mantel darüber. Eindrucksvoll sind die kunstvoll gestalteten Gesichter Annas und Marias; der Kopf des Kindes ist nicht erhalten.
In Norddeutschland ist diese Figur einmalig. Wilhelm Pinder schrieb im Handbuch der Wissenschaft in seiner Abhandlung Die deutsche Plastik (S. 242): „Sie gehört in die Zeit der Regensburger Verkündigung und muss mit Magdeburger Arbeiten des späten 13. Jahrhunderts verglichen werden.“ Der verwendete Stuck sowie das Motiv der Gewandsäume weisen nach Juliane von Ficks auf eine sächsische Werkstatt hin. Eine neuere dendrochronologische Untersuchung des Holzes ergab eine Datierung des Kunstwerks auf 1291 ±10 (d).

### Astronomische Uhr

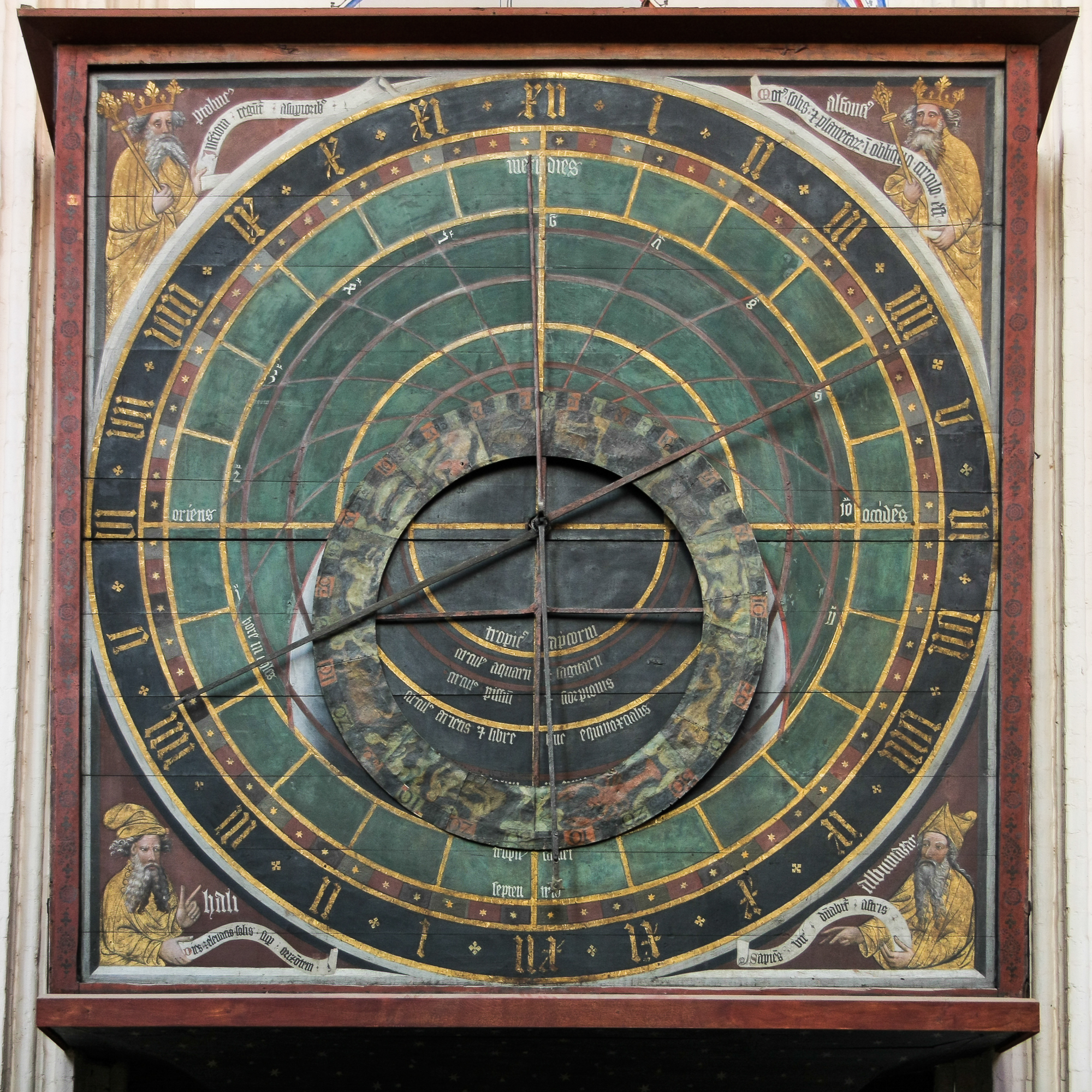
Astronomische Uhr des Nikolaus Lilienfeld

Eine astronomische Uhr hinter dem Hochaltar ist das Werk Nikolaus Lilienfelds, das im Jahr 1394 vollendet wurde. Sie ist die älteste fast vollständig erhaltene astronomische Uhr im Ostseeraum und zugleich die älteste mechanische Uhr der Welt, die noch immer ihr ursprüngliches Räderwerk enthält. Kirchgemeinde und Denkmalpflege haben sich dafür entschieden, das seit dem 15. oder 16. Jahrhundert nicht mehr funktionierende Uhrwerk nicht wieder in Gang zu setzen: die Unterhaltskosten und das Risiko eines Verlustes von Originalteilen wären unvertretbar hoch.
Das von einem verzierten goldenen Rahmen umgebene Zifferblatt zeigt die Zahlen der 12 Stunden in gotischen Minuskeln zweimal: Auf der vom Betrachter linken Seite von unten nach oben und auf der rechten Seite von oben nach unten. Somit zeigt die Uhr alle 24 Stunden des Tages an. Zudem sind die Tierkreise auf einem metallenen Gürtel dargestellt, der an einem Zeiger befestigt ist und beim Weiterlauf das jeweils aktuelle Tierkreiszeichen zeigt.
In den vier Ecken des Zifferblattes hat der Künstler die vier Weltweisen dargestellt.
Der Untersatz der Uhr enthält eine Figur, die, den Morgen darstellend, eine Tür öffnet. Eine andere Figur, den Abend darstellend, schließt eine Tür. Seitlich am Uhrgehäuse sind einige ausgeschnitzte Fenster vorhanden, andere sind nur aufgemalt; auf der südlichen Seite hat sich der Uhrmacher selbst, aus dem Fenster schauend, dargestellt. Die Fachwissenschaft geht davon aus, dass dies das älteste Porträt eines Uhrmachers weltweit ist.

### Kanzel
Die reich verzierte um einen Pfeiler gebaute Kanzel entstand im Jahr 1611.

### Kapellen

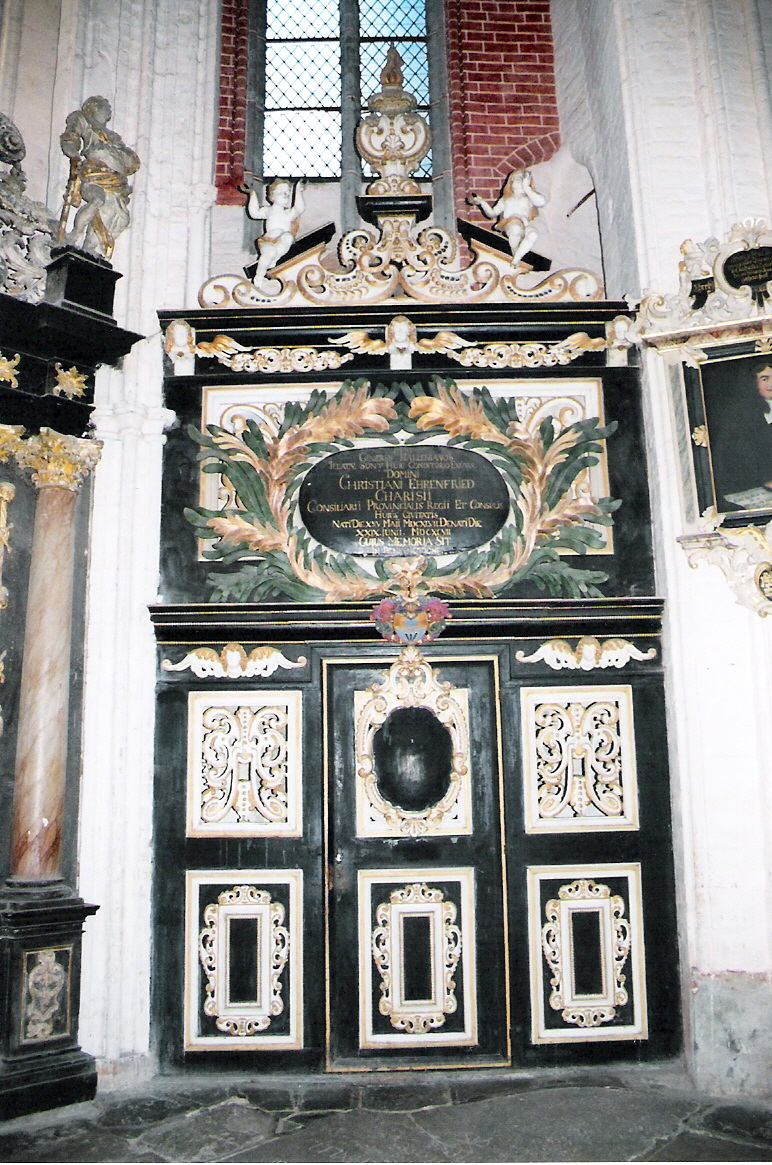
Charisius-Kapelle

Die Vorbauten der erhaltenen Kapellen stammen aus dem 17. Jahrhundert.
Die Kapellen sind zum Teil reich verziert. Die Besitzverhältnisse an ihnen wechselten ähnlich denen an den Begräbnisstätten im Boden der Kirche. Zu den am reichsten verzierten Kapellen zählt die der Familie Hagemeister. In der Charisius-Kapelle wurde 1896 der letzte Verstorbene beigesetzt. Die größte Kapelle gehörte ebenfalls Angehörigen der Familie Hagemeister, sie diente zuletzt 1880 zur Beisetzung. Fachleute vermuten, dass hier zunächst das romanische Weihwasserbecken stand. In der zweiten, der Siegfrieden-Kapelle ist unter anderem der älteste Grabstein der Kirche aus dem Jahr 1338 erhalten.
Die sechste Seitenkapelle im südlichen Seitenschiff ist mit einer mittelalterlichen Wandmalerei mit Szenen aus dem Martyrium des heiligen Georg geschmückt.
Seit 1931 ist die Kapelle in der südlichen Turmhalle mit der Enthüllung des Kriegerehrenmals für die Gefallenen der Gemeinde von Hans Schwegerle die Gedächtniskapelle gewesen.

### Grabplatten
In der ersten Hälfte des 14. Jahrhunderts kam es wie in anderen Kirchen auch in der Stralsunder Nikolaikirche zur ersten Bestattung in der Kirche. Statt im Kirchhof der Kirche sollten die Verstorbenen zur Seelenruhe in der Kirche beigesetzt werden. Der älteste erhaltene Leichenstein in der Nikolaikirche trägt die Jahreszahl 1338 und war dem Ratsherrn Gerwin Storkow gewidmet. Das vorhandene Feld für seine Ehefrau blieb leer; der Stein zeigt nur die betende Gestalt des Ratsherren.
Der Chor war wegen der sicheren Grabgewölbe der beliebteste Begräbnisplatz. Er sowie besondere Kapellen waren reichen Familien und der Geistlichkeit vorbehalten. Im Seitenschiff wurden die Särge nur in die Erdgruben gestellt und mit Platten bedeckt. Für die in der Kirche Beigesetzten wurden zwischen dem 16. und 18. Jahrhundert an den Wänden auch Epitaphe angebracht.
Besonders wertvoll ist die Messing-Grabplatte des 1357 verstorbenen Bürgermeisters Albert Hövener, aber auch die Grabplatten von Nikolaus Sasse († 1601), General Jacob Mack Duwall († 1634) oder Borchard Plötze sind besonders auffallend gestaltet. Die Platte Höveners brach bei der Bergung in zwei Stücke. Sie zeigt den Verstorbenen in Lebensgröße barhäuptig und betend. Zwei Engel halten sein Ruhekissen. Die gesamte Platte ist überaus kunstvoll verziert. Wahrscheinlich stammt sie aus Flandern.
Viele Grabplatten sind später zerstört und als Pflaster genutzt worden. Bei einigen wurden nach dem Aussterben einer Familie die Inschriften ausgemeißelt und durch aktuelle ersetzt, Metallinschriften wurden aus ihren Platten gerissen und sind zumeist verloren. Von den abertausenden Besuchern der Kirche wurden viele erhaltene Steine nahezu glatt geschliffen. Eine Grabplatte zeigt den Wunsch
„Dieses Grab soll nicht geöffnet werden bis an den jüngsten Tag!“
Die Hausmarke der Nikolaikirche, der Bischofsstab, wurde auf Platten gemeißelt, deren Grabstelle herrenlos wurde.

### Orgeln
Die Stralsunder Nikolaikirche verfügt derzeit (Stand 2016) über drei Orgeln, die spielbar und im Gebrauch sind.

#### Buchholz-Orgel

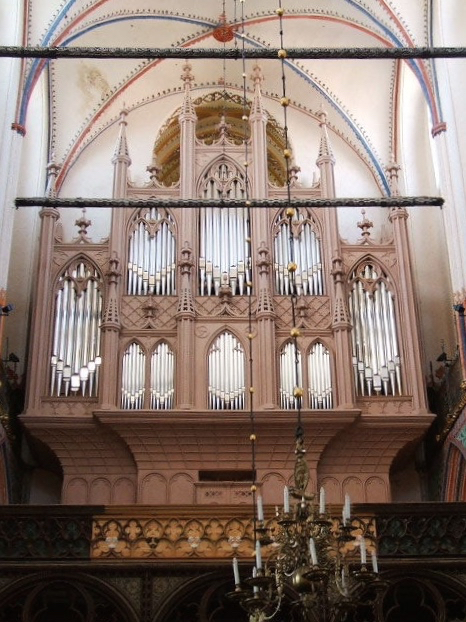
Buchholz-Orgel 2007

Die große, ältere Orgel stammt aus dem Jahr 1841 und zählt zu den in Nordeuropa seltenen erhaltenen Orgeln der Frühromantik. Sie wurde von Carl August Buchholz gebaut. Mit drei Manualen, Pedal und 56 Registern ist sie eine der größten Buchholz-Orgeln, die erhalten geblieben sind. Die Orgel musste 1985 stillgelegt werden. Nach der Wende wurde sie umfangreich restauriert und ist seit Oktober 2006 wieder spielbar. Der Prospekt erhielt dabei seinen originalgetreuen porphyrnen Farbton zurück.

#### Schuke-Orgel

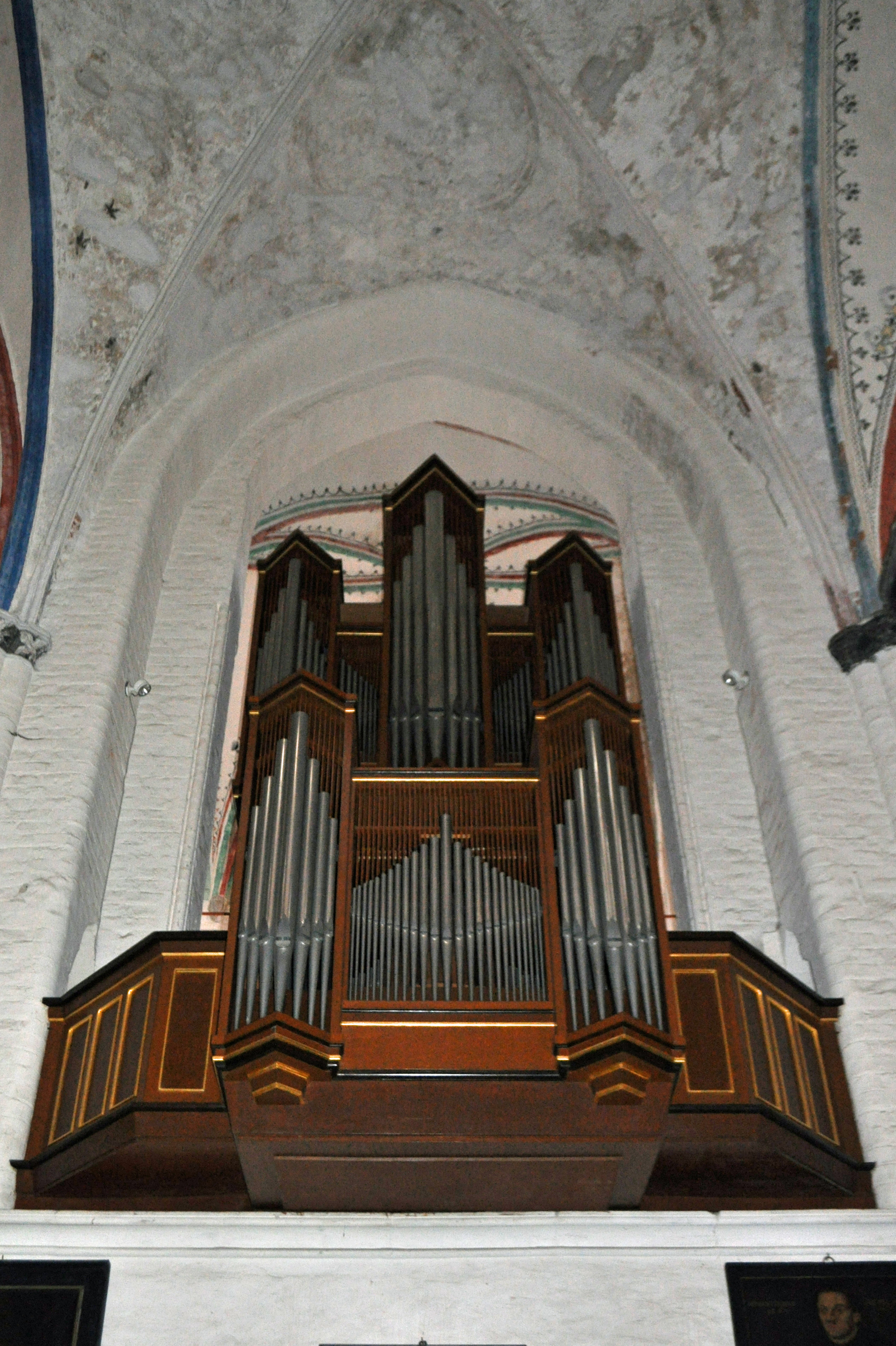
Schuke-Orgel neben dem Hochaltar, 2012

Das größere Instrument, die Buchholz-Orgel, war nach vielen Umbauten und wegen der Einstellung der Pflege aufgrund von Restaurierungsarbeiten an der Kirche in den 1970er Jahren nur noch sehr schlecht spielbar. So setzte sich der Organist Günter Wehmer, der seit 1956 an der Nikolaikirche tätig war, für ein neues Instrument ein. Aber erst 1986 war es so weit: die Potsdamer Firma Schuke installierte im südlichen Seitenschiff, auf einer Seitenempore, eine Orgel mit Schleifladen, die auf zwei Manualen und Pedal über 22 Register verfügt. Diese Orgel auf Höhe des Hochaltars diente seit ihrer Einweihung am 12. Oktober 1986 der Begleitung der Gottesdienste. Sie wird auch nach der Restaurierung der größeren Buchholz-Orgel weiterhin genutzt. Disposition der Schuke-Orgel:
| I Rückpositiv C– |               |        |
| 1.               | Holzgedackt   | 8′     |
| 2.               | Principal     | 4′     |
| 3.               | Rohrflöte     | 4′     |
| 4.               | Nasard        | 2 ⁄3′  |
| 5.               | Gemshorn      | 2′     |
| 6.               | Terz          | 1 3⁄5′ |
| 7.               | Siffflöte     | 1′     |
| 8.               | Scharff III–V |        |
| 9.               | Krummhorn     | 8′     |
|                  | Tremulant     |        |

| II Hauptwerk C– |             |     |
| 10.             | Quintadena  | 16′ |
| 11.             | Principal   | 8′  |
| 12.             | Koppelflöte | 8′  |
| 13.             | Oktave      | 4′  |
| 14.             | Spitzflöte  | 4′  |
| 15.             | Oktave      | 2′  |
| 16.             | Mixtur VI   |     |
| 17.             | Trompete    | 8′  |

| Pedal C– |                 |     |
| 18.      | Subbass         | 16′ |
| 19.      | Oktavbass       | 8′  |
| 20.      | Choralbass      | 4′  |
| 21.      | Rauschpfeife IV |     |
| 22.      | Posaune         | 16′ |

- Koppeln: II/I, I/P, II/P

#### Sauer-Orgel
Nur zu Begleitzwecken dient eine Orgel von Sauer. Das Positiv verfügt über drei Register (Gedackt 8′, Rohrflöte 4′, Oktave 2′). Der Manualumfang reicht von F bis d′′′. Der Blasebalg des Instruments kann mit einem Elektromotor und mit Pedalen angetrieben werden.

#### Frühere Orgeln

##### Unbekannter Orgelbauer
Aus einer Stiftungsurkunde des Jahres 1386 für einen Altar „unter der großen Orgel“ geht hervor, dass es schon damals eine große Orgel in der Stralsunder Nikolaikirche gegeben haben muss. Ihr früherer Standort ist wegen der Vielzahl an Altären (56 sind belegt) nicht lokalisierbar. Auch im Jahr 1504 ist wiederum aus einer Urkunde ersichtlich, dass es solch ein Instrument hier gab. Die Orgel wurde nicht nur zur Ausgestaltung des Gottesdienstes gebraucht; aufgrund der Nutzung der Kirche als Ratskirche ist anzunehmen, dass sie auch zu weltlichen Zwecken gespielt wurde.

##### Nikolaus Maaß
Der aus den Niederlanden stammende Nikolaus Maaß, der 1592 das Stralsunder Bürgerrecht erworben hatte, baute 1599 eine Orgel mit 22 Registern. Sie war auf einer aus Holzbalken zwischen den beiden Türmen geschaffenen Empore im Westen des Langhauses aufgestellt. In einem Brief weist der 1603 oder 1604 zum Hoforgelmacher des dänischen Königs Christian IV. ernannte Maaß am 26. Dezember 1612 einen Verdienst von „5.000 fl.“ für dieses Instrument aus. Der ab 1703 fast 55 Jahre als Organist in Stralsund tätige Christoph Raupach führte über die große Maaß-Orgel und die Veränderungen an ihr Buch; erstmals wurde die Gemeinde beim Gesang von der Orgel auch begleitet. Er veranstaltete „Musikalische Allusiones“.
In einer Nachricht vom 21. Dezember 1730 ist zu lesen, dass die Orgel nun über 43 Register verfügte. Die Orgel wurde weiter klanglich umgebaut: Zunächst im Stil des Hochbarock; der Vorschlag des Organisten Johann Christoph Escherich (1736–1794) aus dem Jahr 1776, das Instrument im Stil Paul Schmidts (1716–1798) dem Klangideal der „Zeit der Empfindsamkeit“ anzupassen wurde aus Kostengründen verworfen. Nach weiteren baulichen Veränderungen war die Orgel zu Beginn des 19. Jahrhunderts in einem so schlechten Zustand, dass die Sachverständigen Witt und Weith eine Reparatur für sinnlos ansahen und dem Provisorat einen Neubau empfahlen. Das Ergebnis der nachfolgenden Bemühungen war die Buchholz-Orgel.

##### Kleines Instrument
Eine kleinere, zweite Orgel der Nikolaikirche, über die wenig bekannt ist, wurde bei der Belagerung und Beschießung der Stadt im Nordischen Krieg 1715 zerstört. Sie diente der Choral-Begleitung in den Gottesdiensten am Mittwoch.

## Geschichte

### Bau
Als Vorgängerbau der heutigen Nikolaikirche gilt eine vermutlich aus Holz gebaute Kapelle an gleicher Stelle. Die Nikolaikirche selbst wurde erstmals im Jahr 1270 urkundlich erwähnt.

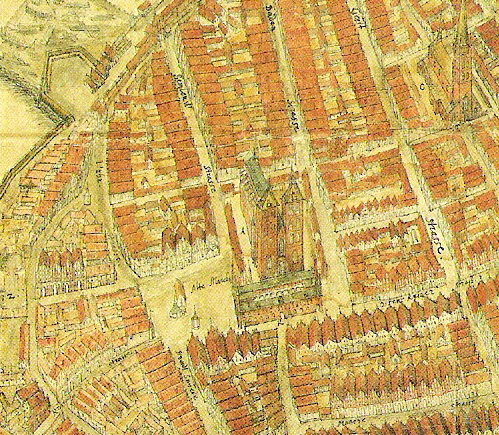
Nikolaikirche auf einem Plan von 1647, noch mit den beiden spitzen Türmen

Sie wurde zunächst als Hallenkirche mit einem Turm errichtet. Planung und Bau der Kirche im ältesten Teil der Stralsunder Altstadt gingen einher mit der Planung des Stralsunder Rathauses am Alten Markt. Vermögensverwalter für den Kirchenneubau war der Rat der Stadt. Hier wird schon deutlich, dass beide Bauten in Verbindung zueinander stehen. Diese Verbindung war gewollt und äußerte sich darin, dass St. Nikolai von Beginn an die Ratskirche war.
Aufzeichnungen oder Untersuchungen zur Fundamentierung der Kirche liegen nicht vor; Rückschlüsse aus der Überbauung lassen vermuten, dass im Osten ein halbkreisförmiges Fundament errichtet wurde.
Nach dem Vorbild der Lübecker Marienkirche wurde die noch nicht fertiggestellte Stralsunder Nikolaikirche um 1270 zu einer Basilika umgebaut. Der neue Chor, für den der gerade fertiggestellte Chor der Hallenkirche abgetragen wurde, bestand aus einem inneren Chor und einem Umgang um ihn herum; um den Chorabschluss, der aus fünf Seiten eines gedachten Achtecks besteht (Fünfachtelschluss), wurden noch fünf Kapellen angelegt. Teile der Wände der Seitenschiffe dienten fortan als Widerlager.
Von Beginn an wurde der Kirchbau mit Backstein vorangetrieben. Im Laufe der Zeit kamen dabei mindestens 65 verschiedene Formsteintypen zum Einsatz. Den Backstein bezogen die Bauleute aus Werkstätten der Region. Auf die Grundmauern setzten die Arbeiter das Mauerwerk des Langchores, zunächst entstand die Nord- und dann die Südseite. Sie wurden an den Mauern des Vorgängerbaus ausgerichtet; die Mauern des Langchores sind wahrscheinlich dadurch ungleich lang und nicht parallel. Anschließend mauerten die Bauleute die Wände der Kranzkapellen von Norden nach Süden auf. Die äußeren Strebepfeiler der Kapellen waren ursprünglich nicht als offenes Strebesystem geplant und fielen deshalb kleiner aus, als sie nun überliefert sind; sie entsprachen den Pfeilern an den Kapellenkanten.
Beginnend an der Treppenturmspindel wurden nunmehr etwa drei Meter Mauerwerk auf die Wandsockelzone aufgemauert. Um 1308 wurde die Umfassungsmauer des Chores geschlossen, und zwar an der nordöstlichen Kreuzkapelle. Das ergaben dendrochronologische Untersuchungen. Hier ist einer der Wechsel im Verbauen der verschiedenen Formsteintypen zu erkennen; fortan wurde der Fasenstein verwendet.
Mit Beginn der Bauarbeiten an den neuen Chorpfeilern wurde der Ostteil der Vorgängerkirche, der bis dahin noch genutzt worden war, endgültig abgebrochen. Die Pfeiler wurden, beginnend im Westen, nach Osten hin paarweise errichtet, dabei musste teilweise auf die unregelmäßig ausgeführten Umfassungsmauern Rücksicht genommen und die Pfeiler auf einen anderen als den Idealstandort gesetzt werden. Die fünf zuletzt erbauten Pfeiler des Chores erhielten neben den Blumenmotiven auch figürliche Schmuckelemente.

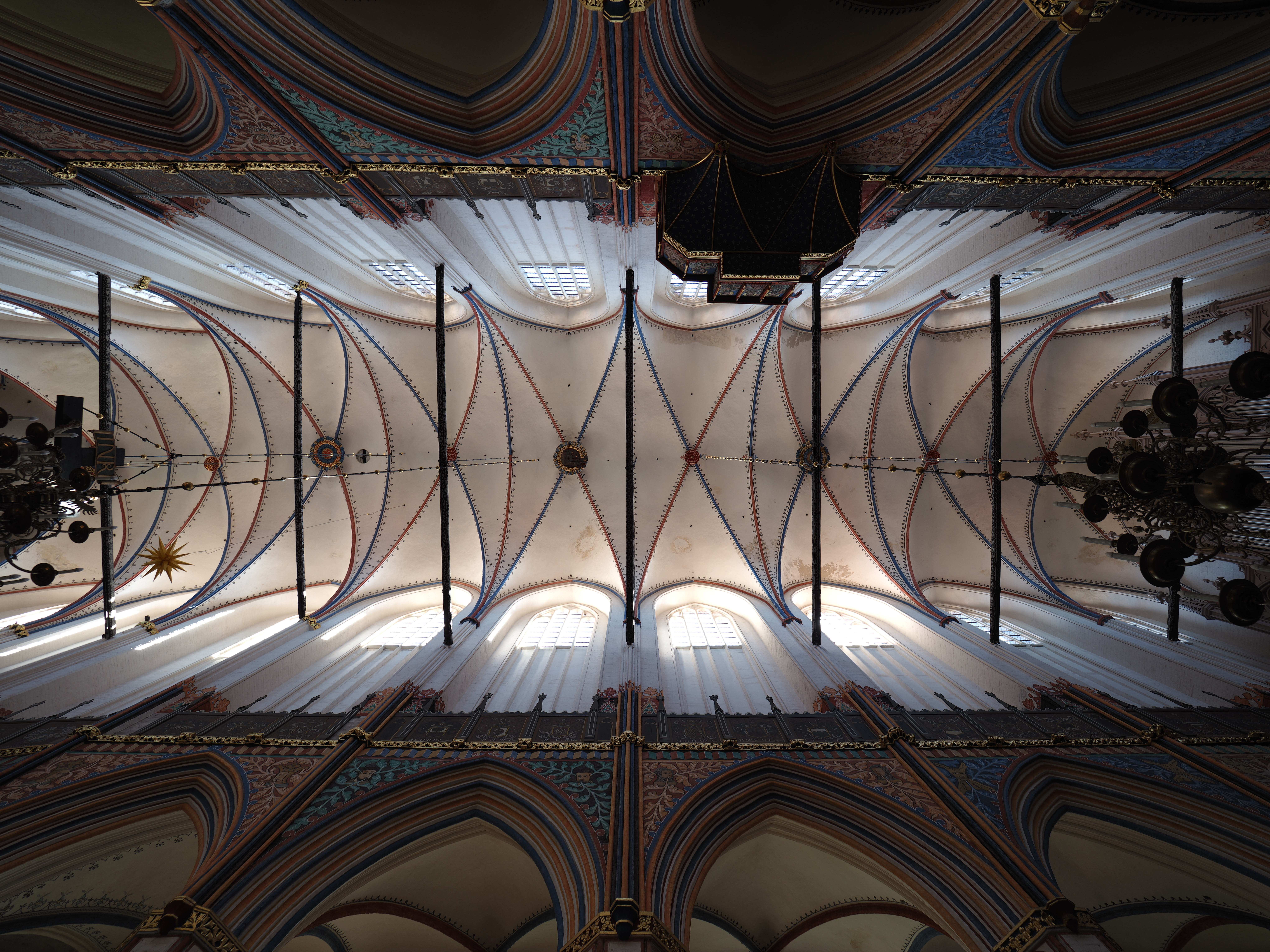
Blick in das Gewölbe

Das Hochschiff entstand mit Steinen im Normalformat, Fasensteine dienten der Gestaltung. Die ursprünglichen Planungen hatten eine Brüstung am Obergaden vorgesehen, wie die vorhandenen Konsolen erkennen lassen, allerdings wurde dieser Bauteil nie ausgeführt. Beim Ausbau des Obergadens gaben die Bauleute die ursprüngliche Lösung der Strebepfeiler auf und führten ein offenes Strebewerk aus. Die vier betroffenen Pfeiler zwischen den Kapellen wurden also, nachdem der Obergaden fertig war, verstärkt, um als Auflagefläche für die Strebebögen des Obergadens zu dienen. Ebenfalls zur Aufnahme der Strebepfeiler wurden die im Innenraum stehenden Pfeilerköpfe verstärkt. Das hatte zur Folge, dass die ursprünglichen Gewölbeanfänge ummantelt wurden. Dieser Maßnahme folgte der Bau der Gewölbedecke des Chorumgangs. Aus einer Rechnung aus dem Jahr 1314 für den Dachreiter des Chores kann auf den Zeitpunkt der Fertigstellung an diesem Abschnitt geschlossen werden.
Die Einwölbung des Mittelschiffs war nun erst möglich, nachdem die westlichen Obergadenmauern ausgeglichen worden waren: die beiden westlichen Wandpfeiler im Süden sowie der im Norden wurden neu aufgemauert. Die folgende Einwölbung geschah von Osten nach Westen.
Bereits um 1300 begann der Bau des Turmes westlich der alten Nikolaikirche. Um 1314, der Turm hatte mit 13 Metern die Höhe der Chorumfassung erreicht, entschloss sich der Rat, zwei Türme bauen zu lassen.
Zu Ostern 1318 begann der Bau des Langhauses, wie auf einer Kalksteinplatte zu lesen ist, die heute nördlich des großen Westportals angebracht ist. Jedoch musste das Langhaus um 1330 bereits verbreitert werden. Um Platz im Innenraum zu schaffen, wurden die Strebepfeiler der Seitenschiffe außen verbunden und dadurch nach innen gezogen. Im gewonnenen Raum zwischen den Pfeilern wurden Kapellen eingerichtet, die sofort eingewölbt und genutzt wurden, womit die Nikolaikirche auf deutschem Gebiet zu den ersten Kirchen gehörte, die solche Kapellen nutzte.
Danach entstanden das Erdgeschoss des nördlichen Turms sowie die daran angeschlossene Annenkapelle (in der bis 1938 die Figur der Anna selbdritt stand). Anschließend errichteten die Bauarbeiter den Unterbau des Südturms sowie die Außenmauer des westlichen Langhauses und die Pfeiler am Langhaus, wofür die Reste der Vorgängerkirche abgerissen wurden. Der Nordturm wurde auf eine Höhe von 30 Metern aufgemauert, der Südturm nur bis auf Höhe des alten Westbaus. Den Turmbauten folgten weitere Arbeiten am Langhaus (das gegen Ende der 1360er Jahre fertiggestellt war) und erst dann wieder am Südturm, der nun gleichzeitig mit dem südlichen Obergaden aufgemauert wurde.

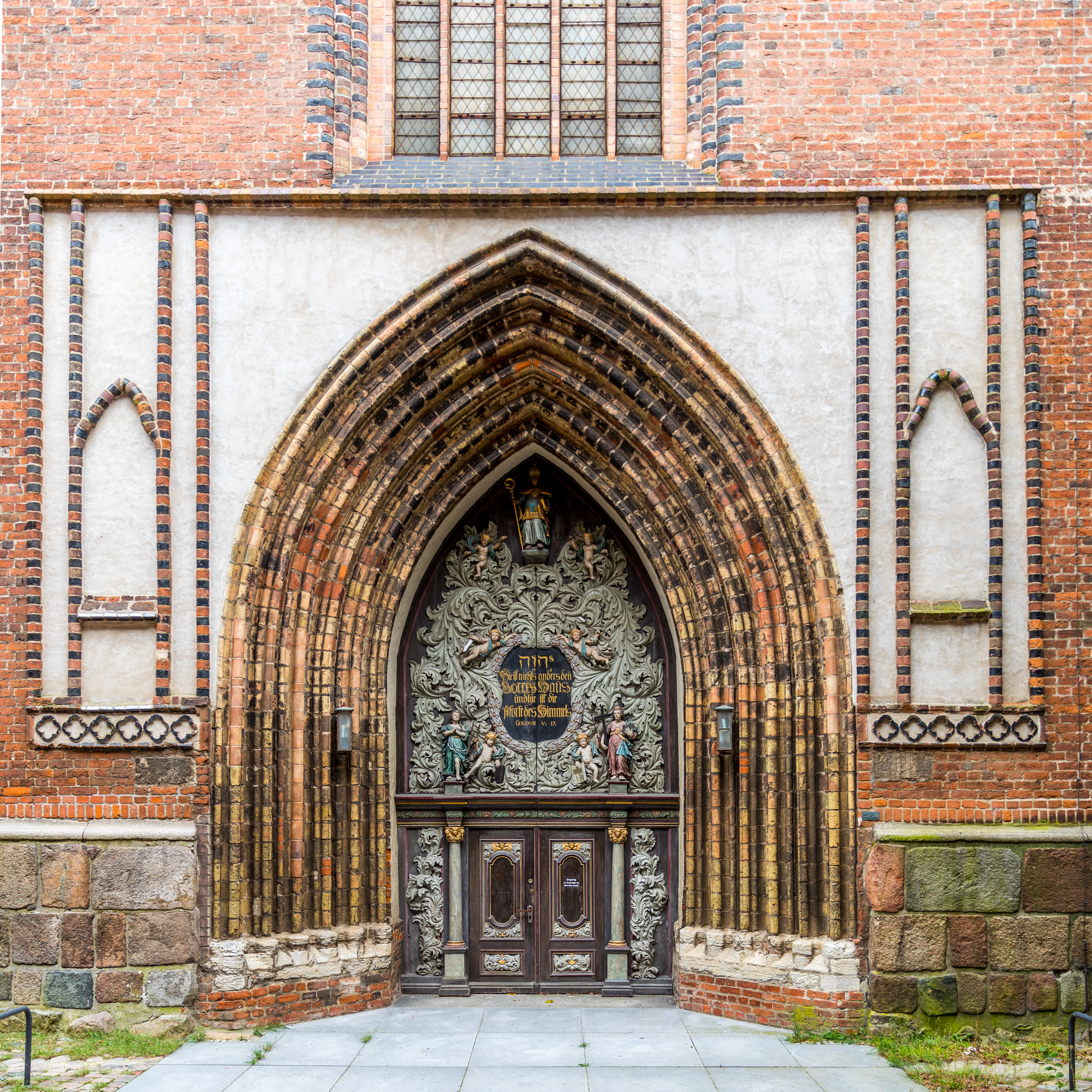
Westportal

Das Westportal wurde etwa zur gleichen Zeit in den alten Westbau eingefügt und ist im barocken Stil ausgeführt. An seiner linken Seite verkündet eine Kalksteintafel vom Beginn der Bauarbeiten am Langhaus zu Ostern 1318, an seiner rechten Seite eine Platte vom Beginn des Baus des ersten freistehenden Turmgeschosses 1329. Ein Teil der Turmanlage stürzte 1366 ein, wurde aber im folgenden Jahr wieder hergestellt.
Nachdem die nördliche Außenmauer des Mittelschiffs fertiggestellt war, folgte die südliche Außenmauer; aus einer Stiftungsurkunde „für einen Altar unter der großen Orgel“ aus dem Jahr 1368 ist zu ersehen, dass das Mittelschiff zu dieser Zeit bereits vorhanden war.
Zunächst war der Südturm vollendet, wahrscheinlich im frühen 15. Jahrhundert, anschließend der Nordturm; beide gotischen Türme waren gleich hoch. Ein Brand im Jahr 1662, der von der Jacobikirche ausging, zerstörte auch die hölzernen Turmaufbauten von St. Nikolai. Im Jahr 1667 wurde daraufhin der südliche Turm mit einer Barockhaube versehen; der nördliche Turm erhielt nur ein Notdach.
Im Zuge der Pogromnacht vom 9. November 1938 musste aus dem im eichenen Westportal platzierten Spruchschild der hebräische Gottesname entfernt werden. – Erst im November 2007 wurde der Originalzustand wieder hergestellt und zum Gedenken an die nationalsozialistische Schandtat wurde das restaurierte Westportal von St. Nikolai wieder eingeweiht. Der Vorsitzende des in den 1990er Jahren gegründeten Fördervereins St. Nikolai zu Stralsund e. V., Pastor em. Paul-Ferdi Lange, sorgte für diese Maßnahme. Die dafür erforderlichen rund 15.000 € stammen ausschließlich aus privaten Spendenmitteln.
Die US-amerikanischen Luftangriffe auf Stralsund 1944 beschädigten auch die Nikolai-Kirche. Ab 1947 wurden die Schäden an Kupferdächern, Abdeckungen des Strebewerks und an der Fensterverglasung behoben.

### Kirchengeschichte

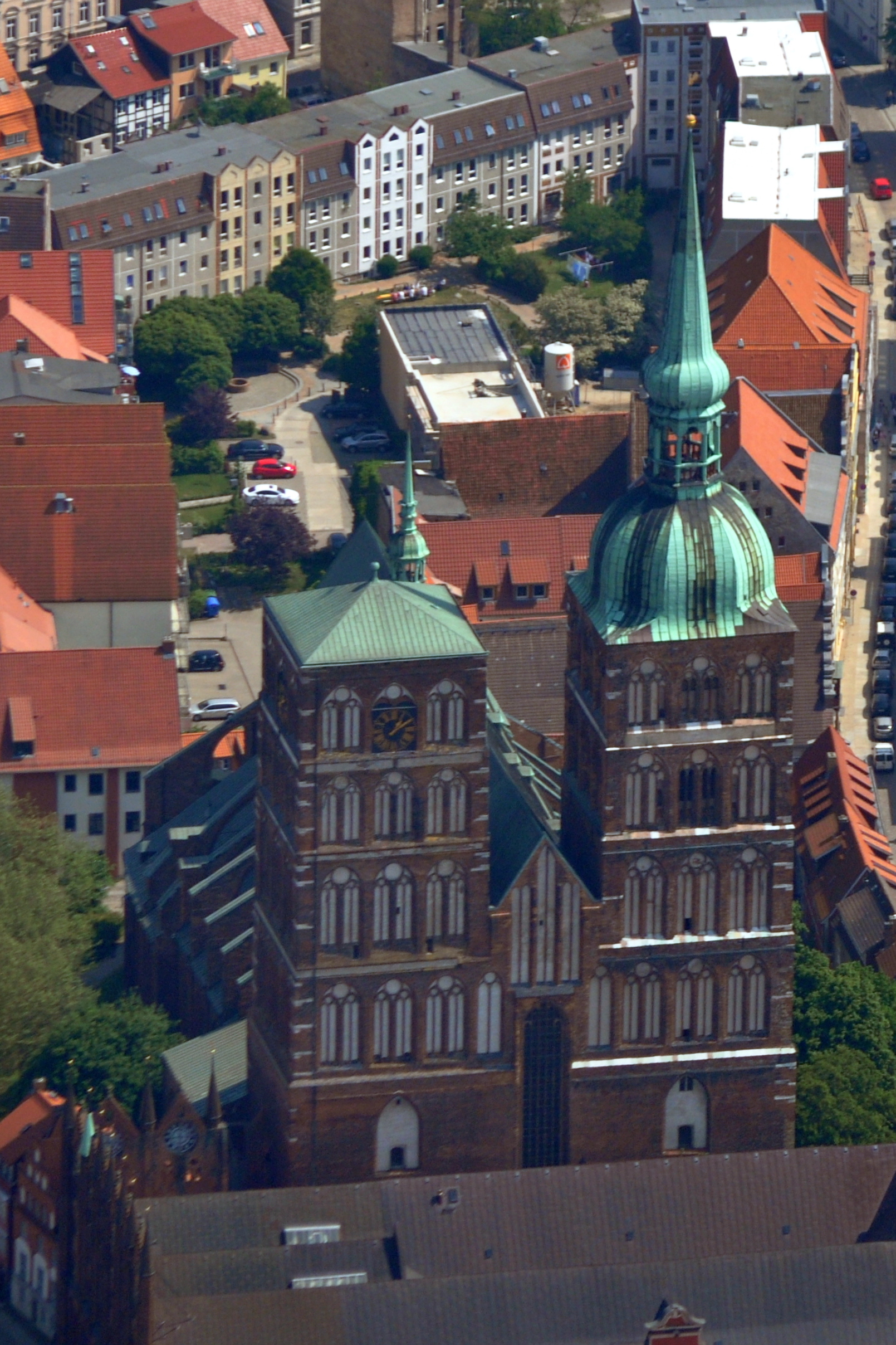
Nikolaikirche (2011)

#### Überblick
Die Kirche galt als die Hauptkirche Stralsunds, was auf ihre Lage in der ursprünglichen Altstadt, direkt neben dem Stralsunder Rathaus, zurückzuführen ist. Hier wurden nicht nur Gottesdienste, sondern auch Ratssitzungen abgehalten, Gesandtschaften wurden empfangen und Geschäfte getätigt. Ratsschreiber und Ratsarchiv hatten hier ihre Räume. Gesetze und Verordnungen gab der Rat in der Nikolaikirche bekannt (die Bursprake).

#### Auswirkungen der Reformation
Christian Ketelhot, einer der Reformatoren der Stadt, predigte in der Nikolaikirche erstmals am 1. Juni 1523. In der Folge brach der Gegensatz zwischen Anhängern der alten, katholischen Lehre und der neuen, reformatorischen Lehre offen aus. Prediger wurden bei ihren Predigten offen beschimpft und verunglimpft. Der Lesemeister der Dominikaner, Wilhelm Lowe, wurde gar im Herbst 1524 von der Kanzel gezogen und verprügelt.
Am 10. April 1525 hatte der Rat der Stadt die von ihm alimentierten Armen in die Nikolaikirche zur Prüfung bestellt. Nach Beendigung dieser Prüfung gingen die Ratsherren in das benachbarte Rathaus; kurze Zeit später brach in der Kirche der als Stralsunder Kirchenbrechen bekannt gewordene Bildersturm los. Altäre und Schreine wurden zerstört und gestohlen; diese Bewegung breitete sich von der Nikolaikirche auf das Johanniskloster, die Jakobikirche und die Marienkirche aus. Ketelhot und seine Anhänger konnten diesen Sturm nicht aufhalten. Am nächsten Tag beschloss der Rat, die Verantwortlichen zu bestrafen. Gestohlenes Kirchengut wurde gesammelt. Die Anhänger des katholischen Glaubens sahen sich in Anbetracht des Geschehenen im Vorteil. In dieser Situation rief der Altermann Ludwig Fischer auf dem Alten Markt vor der versammelten Menge: „Wer bei dem Evangelium bleiben will, lebendig oder tot, der komme hierher auf diese Seite!“ – und schnell sammelte sich die Mehrheit der anwesenden Personen tatsächlich zu seiner Seite. Die Reformation hatte „gesiegt“. Bereits am nächsten Tag wurde der Rat umbesetzt; fortan sollte die lutherische Lehre gelten. Mit Johannes Knipstro und Johannes Aepinus bekam die Reformation herausragende Verfechter in Stralsund. Knipstro wurde Pastor an St. Nikolai, Ketelhot bekam zusammen mit Kureke die Hauptpfarren.
Aepinus’ am 5. November 1525 verkündete Kirchen- und Schulordnung wurde alsbald als erstes Dokument dieser Art für ganz Norddeutschland verkündet.

#### Weitere Nutzungen
Der Bürgermeister Nikolaus Gentzkow beschrieb in seinen Tagebüchern von 1558 bis 1567 auch die in der Nikolaikirche getätigten Geschäfte und Rechtsprechungen.

## Gemeinde

### Zugehörigkeit
Die Nikolaigemeinde gehört seit 2012 zur Propstei Stralsund im Pommerschen Evangelischen Kirchenkreis der Evangelisch-Lutherischen Kirche in Norddeutschland. Vorher gehörte sie zum Kirchenkreis Stralsund der Pommerschen Evangelischen Kirche.

### Geistliche
- Johann Sleker, 1618–1621 Archidiaconus, 1621–1629 Pastor
- Paul Rehfeld, 1717–1721 Diaconus, 1751–1752 Archidiaconus
- Johann Friedrich Colberg (1693–1761), 1745–1761 Pastor und Superintendent
- Bernhard Philipp Droysen, 1755–1762 Diaconus, 1762–1786 Archidiaconus
- Otto Haendler, 1925–1931 Pastor

## Sonstiges
- Die EKD stellte zwischen 1973 und 1975 die Summe von 1.050.000 D-Mark bereit, damit über ein Kirchenbauprogramm in der DDR dieselbe Summe in DDR-Mark für Sanierungs-Bauleistungen dieses Sakralbaus verfügbar war.[18]